# Liste der Städte und Gemeinden in der Slowakei/M–R
Am 31. Dezember 2011 gab es 2891 Gemeinden in der Slowakei, diese sind in vier folgende Unterartikel gegliedert, dazu wird der jeweilige Okres und Kraj genannt, außerdem sind, wenn vorhanden, der deutsche und der ungarische Name vermerkt. Aus verwaltungstechnischer Sicht sind sie den LAU 2 gleichzusetzen.
Die slowakischen Namen bestehen offiziell seit 1920, die deutschen und ungarischen Namen wurden sämtlich in der Zeit zwischen 1773 und 1948/heute verwendet.
Anmerkung: Die Unterartikel werden derzeit sukzessive überarbeitet, bei alten Einträgen können die hier angeführten deutschen und ungarischen Namen zu einem großen Teil künstliche neuzeitliche Ableitungen aus mittelalterlichen Formen, wörtliche Übersetzungen slowakischer und ungarischer Namen (und eventuell sogar falsch) sein. Für die zwischen dem 18. und 20. Jahrhundert noch gebräuchlichen Formen bitte derzeit noch die Liste deutscher Bezeichnungen slowakischer Orte oder die jeweilige Okres-Seite benutzen!
Teil 1 A bis G

Teil 2 H bis Ľ

Teil 3 M bis R

Teil 4 S bis Ž

Übersicht

## M
| Städte und Gemeinden in der Slowakei – M |                                                                   |                    |                      |                      | |
| Name                                     | Name                                                              | Name               | Bezirk               | Landschaftsverband   | Bemerkungen |
| slowakisch                               | deutsch                                                           | ungarisch          | Bezirk               | Landschaftsverband   | Bemerkungen |
| Macov                                    | Matzhausen                                                        | Macháza            | Dunajská Streda      | Trnavský kraj        | – |
| Mad                                      | Maad                                                              | Nagymad            | Dunajská Streda      | Trnavský kraj        | – |
| Madunice                                 | Madunitze                                                         | Vágmedence         | Hlohovec             | Trnavský kraj        | – |
| Magnezitovce                             | Einsiedel                                                         | –                  | Revúca               | Banskobystrický kraj | 1960 aus den Orten Kopráš und Mníšany entstanden                                                                         |
| Machulince                               | Mahulintz, Machulintz, Machülintz                                 | Maholány           | Zlaté Moravce        | Nitriansky kraj      | – |
| Majcichov                                | Maiten, Maytzich                                                  | Majtény            | Trnava               | Trnavský kraj        | hieß bis 1927 slowakisch auch Matejchov                                                                                  |
| Majere                                   | Oberschwaben, Alte Meierei                                        | Ómajor             | Kežmarok             | Prešovský kraj       | hieß bis 1948 slowakisch Vyšné Švaby, bis 1927 auch Starý Majer                                                          |
| Majerovce                                | Mayerhausen, Mayerhöfen                                           | Majoros            | Vranov nad Topľou    | Prešovský kraj       | hieß bis 1927 slowakisch Majorovce                                                                                       |
| Makov                                    | Makow                                                             | Trencsénmakó       | Čadca                | Žilinský kraj        | entstand 1895 aus Teilen der Gemeinde Vysoká nad Kysucou                                                                 |
| Makovce                                  | Mackenhau, Mackenau, Makowitz                                     | Mákos              | Stropkov             | Prešovský kraj       | hieß bis 1927 slowakisch Makovec                                                                                         |
| Malacky                                  | Malatzka, Tiergarten in den Marchauen                             | Malacka            | Malacky              | Bratislavský kraj    | – |
| Malachov                                 | Malachau                                                          | Malakóperesény     | Banská Bystrica      | Banskobystrický kraj | – |
| Malá Čalomija                            | Klein Wallberg, Klein Tschalomei, Klein Tchalomnei                | Kiscsalomja        | Veľký Krtíš          | Banskobystrický kraj | hieß bis 1927 slowakisch auch (Malá) Čalumina                                                                            |
| Malá Čausa                               | Kleintschauscha, Klein Tschuasch, Kleintschauß                    | Kiscsóta           | Prievidza            | Trenčiansky kraj     | – |
| Malá Čierna                              | Klein Tscherna                                                    | Kiscserna          | Žilina               | Žilinský kraj        | hieß bis 1927 slowakisch Malá Černa                                                                                      |
| Malá Domaša                              | Gut Sankt Domenikus, Gut Domascha                                 | Kisdomása          | Vranov nad Topľou    | Prešovský kraj       | – |
| Malá Franková                            | Kleinfrankenau, Klein-Frankowa, Klein-Frank                       | Kisfrankvágás      | Kežmarok             | Prešovský kraj       | war von 1979 bis 1990 mit Veľká Franková zu Franková zusammengeschlossen                                                 |
| Malá Hradná                              | Kleinhradna                                                       | Kisradna           | Bánovce nad Bebravou | Trenčiansky kraj     | – |
| Malá Ida                                 | Kirchendorf                                                       | Kisida             | Košice-okolie        | Košický kraj         | – |
| Malá Lehota                              | Kleinhau, Kleinhay, Klein-Lehota                                  | Kisülés            | Žarnovica            | Banskobystrický kraj | hieß bis 1927 slowakisch Malá Lehôta                                                                                     |
| Malá Lodina                              | Sommerberg, Klein Ludein                                          | Kisladna           | Košice-okolie        | Košický kraj         | hieß bis 1927 slowakisch auch (Malá) Lodzina                                                                             |
| Malá Mača                                | Kleinmatsched                                                     | Kismácséd          | Galanta              | Trnavský kraj        | war von 1985 bis zum 6. Dezember 2002 ein Teil der Stadt Sládkovičovo                                                    |
| Malá nad Hronom                          | Kischens an der Gran                                              | Kicsind            | Nové Zámky           | Nitriansky kraj      | hieß bis 1948 slowakisch Kičind                                                                                          |
| Malá Poľana                              | –                                                                 | Kispolány          | Stropkov             | Prešovský kraj       | hieß bis 1927 slowakisch auch Poľana                                                                                     |
| Malá Tŕňa                                | Klein Kriegsdorf                                                  | Kistoronya         | Trebišov             | Košický kraj         | hieß bis 1948 slowakisch Malá Toroňa                                                                                     |
| Málaš                                    | Malosch                                                           | Málas              | Levice               | Nitriansky kraj      | – |
| Malatiná                                 | Mallothin                                                         | Malatina           | Dolný Kubín          | Žilinský kraj        | – |
| Malatíny                                 | Mallothin                                                         | Hárommalatin       | Liptovský Mikuláš    | Žilinský kraj        | entstand nach 1882 aus den Orten Nižný Malatín, Vyšný Malatín und Stredný Malatín, hieß bis 1927 slowakisch Tri Malatíny |
| Malcov                                   | Maltzau                                                           | Malcó              | Bardejov             | Prešovský kraj       | hieß bis 1927 slowakisch Maľcov                                                                                          |
| Malčice                                  | Maltschau                                                         | Malcá              | Michalovce           | Košický kraj         | – |
| Malé Borové                              | Kleinborow                                                        | Kisborove          | Liptovský Mikuláš    | Žilinský kraj        | – |
| Malé Dvorníky                            | –                                                                 | Kisudvarnok        | Dunajská Streda      | Trnavský kraj        | war von 1960 bis 1990 mit Veľké Dvorníky zu Dvorníky na Ostrove zusammengeschlossen                                      |
| Malé Chyndice                            | Klein Heind                                                       | Kishind            | Nitra                | Nitriansky kraj      | hieß bis 1948 slowakisch Malé Hyndice                                                                                    |
| Malé Hoste                               | Kleinhoste,                                                       | Kisvendég          | Bánovce nad Bebravou | Trenčiansky kraj     | hieß bis 1927 slowakisch Malé Hostie                                                                                     |
| Malé Kosihy                              | Kleingötze                                                        | Ipolykiskeszi      | Nové Zámky           | Nitriansky kraj      | – |
| Malé Kozmálovce                          | Klein Kosmal                                                      | Kiskoszmály        | Levice               | Nitriansky kraj      | hieß bis 1927 Malé Kosmalovce                                                                                            |
| Malé Kršteňany                           | Kleinkresten, Klein Christelsdorf                                 | Kiskeresnye        | Partizánske          | Trenčiansky kraj     | – |
| Malé Lednice                             | Klein Lednitz                                                     | Kislednic          | Považská Bystrica    | Trenčiansky kraj     | hieß bis 1927 slowakisch Lednica                                                                                         |
| Malé Leváre                              | Kleinschützen                                                     | Kislévárd          | Malacky              | Bratislavský kraj    | hieß bis 1927 slowakisch Malé Leváry                                                                                     |
| Malé Ludince                             | Klein Ölwed                                                       | Kisölved           | Levice               | Nitriansky kraj      | – |
| Malé Ozorovce                            | Kleinosor                                                         | Kisazar            | Trebišov             | Košický kraj         | – |
| Malé Raškovce                            | Klein Raschkawitz, Klein Raschka                                  | Kisráska           | Michalovce           | Košický kraj         | hieß bis 1927 slowakisch Malé Ražkovce/Malá Raška                                                                        |
| Malé Ripňany                             | Kleinrippen                                                       | Kisrépény          | Topoľčany            | Nitriansky kraj      | – |
| Malé Straciny                            | Klein Stratzin                                                    | Kishalom           | Veľký Krtíš          | Banskobystrický kraj | war 1988–1992 ein Teil der Stadt Veľký Krtíš                                                                             |
| Malé Trakany                             | Klein Tarkan                                                      | Kistárkany         | Trebišov             | Košický kraj         | hieß bis 1948 slowakisch Malý Tarkan                                                                                     |
| Malé Uherce                              | Klein Ugerwitz                                                    | Kisugróc           | Partizánske          | Trenčiansky kraj     | – |
| Malé Vozokany                            | Kleinwezeken, Kleinwissegen                                       | Kisvezekény        | Zlaté Moravce        | Nitriansky kraj      | bildete 1975–1990 zusammen mit Červený Hradok und Veľké Vozokany die Gemeinde Nové Vozokany                              |
| Malé Zálužie                             | Klein Wielatsch                                                   | Ujlacska           | Nitra                | Nitriansky kraj      | hieß bis 1948 slowakisch Ujlaček                                                                                         |
| Malé Zlievce                             | Kleinzellowitz                                                    | Alsózellő          | Veľký Krtíš          | Banskobystrický kraj | – |
| Málinec                                  | Malintz, Malnitz, Malenitz                                        | Málnapatak         | Poltár               | Banskobystrický kraj | – |
| Malinová                                 | Zeche, Deutschzech, Goldenezech                                   | Csék               | Prievidza            | Trenčiansky kraj     | hieß bis 1948 slowakisch Cech, bis 1927 „Cách“                                                                           |
| Malinovo                                 | Eberhard(t), Ebersdorf, Eberhartsdorf, Ebersdorf                  | Éberhárd           | Senec                | Bratislavský kraj    | hieß bis 1948 slowakisch und deutsch Eberhart, bis 1927 Eberhardt                                                        |
| Malužiná                                 | Eisenberg, Maluschin                                              | Maluzsina          | Liptovský Mikuláš    | Žilinský kraj        | hieß bis 1927 slowakisch Malužina                                                                                        |
| Malý Cetín                               | Kleinzitin, Kleinzettin                                           | Kiscétény          | Nitra                | Nitriansky kraj      | hieß bis 1927 slowakisch Malý Citýň                                                                                      |
| Malý Čepčín                              | Klein Tscheptschin                                                | Kiscsepcsény       | Turčianske Teplice   | Žilinský kraj        | – |
| Malý Horeš                               | Kleingerschdorf                                                   | Kisgéres           | Trebišov             | Košický kraj         | hieß bis 1948 slowakisch Malý Gýreš                                                                                      |
| Malý Kamenec                             | Kleinkamentz                                                      | Kiskövesd          | Trebišov             | Košický kraj         | hieß bis 1948 slowakisch Malý Kevežd                                                                                     |
| Malý Krtíš                               | Kleinkritsch                                                      | Kiskürtös          | Veľký Krtíš          | Banskobystrický kraj | hieß bis 1927 Malý Krtýš, war von 1973 bis 1992 ein Ortsteil von Veľký Krtíš                                             |
| Malý Lapáš                               | Neumarkt                                                          | Kislapás           | Nitra                | Nitriansky kraj      | bildete 1960–1990 zusammen mit Veľký Lapáš die Gemeinde Lapáš                                                            |
| Malý Lipník                              | Klein Lindenau, Klein Laupnik                                     | Kishárs            | Stará Ľubovňa        | Prešovský kraj       | hieß bis 1927 slowakisch Lipnik, ruthenisch bis 1965 Malyj Lipnik                                                        |
| Malý Slavkov                             | Kleinschlagendorf                                                 | Kisszalók          | Kežmarok             | Prešovský kraj       | gehörte 1974–1995 zur Stadt Kežmarok                                                                                     |
| Malý Slivník                             | Klein Silwain                                                     | Kisszilva          | Prešov               | Prešovský kraj       | – |
| Malý Šariš                               | Kleinscharosch, Kleinscharisch                                    | Kissáros           | Prešov               | Prešovský kraj       | – |
| Malženice                                | Malschenitz                                                       | Maniga             | Trnava               | Trnavský kraj        | – |
| Mankovce                                 | Mankowitz                                                         | Mankóc             | Zlaté Moravce        | Nitriansky kraj      | – |
| Maňa                                     | Grossmann                                                         | Nagymánya          | Nové Zámky           | Nitriansky kraj      | entstand 1962 aus den Gemeinden Malá Maňa und Veľká Maňa                                                                 |
| Marcelová                                | Martzhausen                                                       | Marcelkeszi        | Komárno              | Nitriansky kraj      | 1942 aus Krátke Kesy und Marcelová entstanden, hieß dann bis 1948 slowakisch Marcelove Kesy                              |
| Margecany                                | Margareten, Margetzan, Sankt Margarethen                          | Margitfalva        | Gelnica              | Košický kraj         | – |
| Marhaň                                   | Margonia, Margan                                                  | Margonya           | Bardejov             | Prešovský kraj       | hieß bis 1927 slowakisch auch Marhoňa                                                                                    |
| Marianka                                 | Mariatal, Marient(h)al                                            | Máriavölgy         | Malacky              | Bratislavský kraj    | hieß bis 1927 slowakisch Marianské údolie und zwischen 1979 und 1993 Mariánka                                            |
| Markovce                                 | Markus                                                            | Márk               | Michalovce           | Košický kraj         | – |
| Markuška                                 | Martinsdorf                                                       | Márkuska           | Rožňava              | Košický kraj         | – |
| Markušovce                               | Marksdorf, Marcksdorf, Mathisau                                   | Márkusfalva        | Spišská Nová Ves     | Košický kraj         | nach 1877 wurde der Ort Štefanovce eingegliedert                                                                         |
| Maršová-Rašov                            | Marschau                                                          | Marsófalva         | Bytča                | Žilinský kraj        | hieß bis 1927 slowakisch auch Maršovká, bis 1998 nur Maršová                                                             |
| Martin                                   | Sankt Martin in der Turz                                          | Turócszentmárton   | Martin               | Žilinský kraj        | – |
| Martin nad Žitavou                       | Sankt Martin                                                      | Zsitvaszentmárton  | Zlaté Moravce        | Nitriansky kraj      | hieß bis 1964 slowakisch Svätý Martin                                                                                    |
| Martinček                                | St. Martin in der Liptau, Sankt Martin bei Rosenberg, Münchenberg | Szentmárton        | Ružomberok           | Žilinský kraj        | – |
| Martinová                                | Sankt Martin                                                      | Nemesmartonfala    | Rimavská Sobota      | Banskobystrický kraj | hieß bis 1927 auch slowakisch Martinovce                                                                                 |
| Martovce                                 | Sankt Martin, Martosch                                            | Martos             | Komárno              | Nitriansky kraj      | hieß bis 1948 slowakisch Martoš                                                                                          |
| Mašková                                  | Moschendorf, Maschkau                                             | Maskófalva         | Lučenec              | Banskobystrický kraj | – |
| Maškovce                                 | Maschkowitz, Maschkotz                                            | Maskóc             | Humenné              | Prešovský kraj       | gehörte 1964–1990 zur Gemeinde Vyšný Hrušov                                                                              |
| Matejovce nad Hornádom                   | Matzdorf, Matejowitz, Matsdorf                                    | Hernádmáte         | Spišská Nová Ves     | Košický kraj         | – |
| Matiaška                                 | Matzan                                                            | Mátyáska           | Vranov nad Topľou    | Prešovský kraj       | hieß bis 1948 slowakisch Maťáška, bis 1927 auch Matiašok                                                                 |
| Matiašovce                               | Matzhaus, Mathsau, Matzau                                         | Szepesmátyásfalva  | Kežmarok             | Prešovský kraj       | – |
| Matovce                                  | Matowitz, Matthei                                                 | Mátévágása         | Svidník              | Prešovský kraj       | hieß bis 1927 slowakisch Maťovce                                                                                         |
| Matúškovo                                | Taxin, Tachsendorf                                                | Taksonyfalva       | Galanta              | Trnavský kraj        | hieß bis 1948 slowakisch Takšoň                                                                                          |
| Matysová                                 | Mathesau                                                          | Maté               | Stará Ľubovňa        | Prešovský kraj       | hieß bis 1927 slowakisch Matišová                                                                                        |
| Maťovské Vojkovce                        | –                                                                 | Weikotz-Mathewitz  | Michalovce           | Košický kraj         | entstand 1964 aus den Orten Kapušianske Vojkovce und Maťovce                                                             |
| Medovarce                                | Medowaritz                                                        | Méznevelő          | Krupina              | Banskobystrický kraj | – |
| Medvedie                                 | Medwetz in der Scharosch                                          | Kismedvés          | Svidník              | Prešovský kraj       | hieß bis 1973 slowakisch Medvedzie, bis 1927 Medvedze/Medbedze                                                           |
| Medveďov                                 | Weißkirchen                                                       | Medve              | Dunajská Streda      | Trnavský kraj        | hieß bis 1948 slowakisch und ungarisch Medve                                                                             |
| Medzany                                  | Megan                                                             | Megye              | Prešov               | Prešovský kraj       | gehörte 1986–1992 zur Stadt Veľký Šariš                                                                                  |
| Medzev                                   | Metzenseifen                                                      | Mecenzéf           | Košice-okolie        | Košický kraj         | entstand 1960 durch Zusammenschluss der beiden Orte Nižný Medzev und Vyšný Medzev                                        |
| Medzianky                                | Mediesch                                                          | Tapolymegyes       | Vranov nad Topľou    | Prešovský kraj       | hieß bis 1948 slowakisch Megeš                                                                                           |
| Medzibrod                                | Bachbrunn, Medzibroth                                             | Mezőkös            | Banská Bystrica      | Banskobystrický kraj | hieß 1927–1946 slowakisch Medzibrod nad Hronom, vorher auch Medzibrodie                                                  |
| Medzibrodie nad Oravou                   | Bachbrunn in der Arwa                                             | Medzibrogy         | Dolný Kubín          | Žilinský kraj        | hieß bis 1927 nur Medzibrodie                                                                                            |
| Medzilaborce                             | Labortz                                                           | Mezőlaborc         | Medzilaborce         | Prešovský kraj       | deutscher Name nicht eindeutig belegbar                                                                                  |
| Melčice-Lieskové                         | Meltschitz                                                        | –                  | Trenčín              | Trenčiansky kraj     | entstand 1975 aus den Orten Melčice und Zemianske Lieskové                                                               |
| Melek                                    | Milleck                                                           | Mellek             | Nitra                | Nitriansky kraj      | – |
| Meliata                                  | Melletin                                                          | Melléte            | Rožňava              | Košický kraj         | hieß bis 1927 slowakisch auch Mellát                                                                                     |
| Mengusovce                               | Mengsdorf, Münchsdorf, Mengusdorf, Minksdorf                      | Mengusfalva        | Poprad               | Prešovský kraj       | hieß bis 1948 slowakisch Mengušovce                                                                                      |
| Merašice                                 | Meraschitz                                                        | Merőce             | Hlohovec             | Trnavský kraj        | entstand nach 1888 aus Dolné Merašice und Horné Merašice                                                                 |
| Merník                                   | Mernsdorf, Mernick                                                | Merészpatak        | Vranov nad Topľou    | Prešovský kraj       | – |
| Mestečko                                 | Weissenberg                                                       | Lenickisfalu       | Púchov               | Trenčiansky kraj     | – |
| Mestisko                                 | Burgstall                                                         | Kishely            | Svidník              | Prešovský kraj       | – |
| Mičakovce                                | Sankt Michel                                                      | Mikevágása         | Svidník              | Prešovský kraj       | – |
| Mierovo                                  | Tyrnaugedl                                                        | Béke               | Dunajská Streda      | Trnavský kraj        | hieß bis 1960 slowakisch Sklenárovo, bis 1948 slowakisch und ungarisch Béke                                              |
| Miezgovce                                | Miesgotz, Negowitz, Miesgowitz                                    | Mézgás             | Bánovce nad Bebravou | Trenčiansky kraj     | – |
| Michajlov                                | Sankt Michael                                                     | Kismihály, Mihajló | Snina                | Prešovský kraj       | – |
| Michal na Ostrove                        | Michelsdorf in der Schütt                                         | Szentmihályfa      | Dunajská Streda      | Trnavský kraj        | hieß bis 1960 slowakisch Svätý Michal                                                                                    |
| Michal nad Žitavou                       | Michelsdorf                                                       | Szentmihályúr      | Nové Zámky           | Nitriansky kraj      | hieß bis 1956 slowakisch Svätý Michal nad Žitavou, bis 1920 nur Svätý Michal                                             |
| Michalková                               | Michalkowa, Michaeli                                              | Zólyommihályi      | Zvolen               | Banskobystrický kraj | – |
| Michalok                                 | Michalock, Michalkau, Michaelsdorf                                | Felsőmihályi       | Vranov nad Topľou    | Prešovský kraj       | – |
| Michalová                                | Nikolsberg                                                        | Mihálytelek        | Brezno               | Banskobystrický kraj | hieß bis 1927 slowakisch auch Michalková                                                                                 |
| Michalovce                               | Großmichel, Michalowitz                                           | Nagymihály         | Michalovce           | Košický kraj         | hieß bis 1927 slowakisch Michaľovce                                                                                      |
| Michaľany                                | Nikel                                                             | Alsómihályi        | Trebišov             | Košický kraj         | hieß bis 1927 slowakisch auch Mihaľany                                                                                   |
| Miklušovce                               | Nikelsdorf, Deutsch Nickelsau                                     | Miklósvágása       | Prešov               | Prešovský kraj       | hieß bis 1927 slowakisch Miklúšovce                                                                                      |
| Miková                                   | Mikesau                                                           | Mikó               | Stropkov             | Prešovský kraj       | – |
| Mikulášová                               | Nikelshau, Nikelsau                                               | Miklósvölgye       | Bardejov             | Prešovský kraj       | hieß bis 1948 slowakisch Niklová                                                                                         |
| Mikušovce                                | Mikuschowitz, Mikuschotz                                          | Mikosfalva         | Ilava                | Trenčiansky kraj     | – |
| Mikušovce                                | Mixen                                                             | Miksi              | Lučenec              | Banskobystrický kraj | – |
| Milhosť                                  | Mühlgast, Deutsch Mühgles, Mühglöß                                | Miglécnémeti       | Košice-okolie        | Košický kraj         | hieß bis 1948 slowakisch Migléc                                                                                          |
| Miloslavov                               | Sankt Elisabeth                                                   | Erzsébetmajor      | Senec                | Bratislavský kraj    | 1936 aus den Teilen der Orte Nová Lipnica, Nové Košariská, Štvrtok na Ostrove und Tomašov entstanden                     |
| Milpoš                                   | Wüsthöning, Höningsdorfer Stollen                                 | Milpospuszta       | Sabinov              | Prešovský kraj       | 1950 aus Teilen des Ortes Hanigovce entstanden                                                                           |
| Miňovce                                  | Minnershau, Minholtz, Minoltz                                     | Minyevágása        | Stropkov             | Prešovský kraj       | – |
| Mirkovce                                 | Sankt Emmerich                                                    | Mérk               | Prešov               | Prešovský kraj       | war von 1863 bis 1944 in die Orte Nižné Mirkovce und Vyšné Mirkovce aufgeteilt                                           |
| Miroľa                                   | Mirola                                                            | Mérfalva           | Svidník              | Prešovský kraj       | – |
| Mládzovo                                 | Königsthal                                                        | Nemesfalva         | Poltár               | Banskobystrický kraj | – |
| Mlynárovce                               | Mühlershau, Millerhau, Mlinarotz                                  | Molnártvágása      | Svidník              | Prešovský kraj       | – |
| Mlynčeky                                 | Mühlerchen                                                        | Tátraháza          | Kežmarok             | Prešovský kraj       | entstand 1956 durch Ausgliederung aus Kežmarok                                                                           |
| Mlynica                                  | Mühlenbach, Müllenbach, Millbach, Millenbach                      | Malompatak         | Poprad               | Prešovský kraj       | hieß bis 1948 slowakisch Milbach                                                                                         |
| Mlynky                                   | Rabenseifen, Papiermühle                                          | Iglófehérhegy      | Spišská Nová Ves     | Košický kraj         | entstand 1960 durch den Zusammenschluss mehrerer gleichzeitig aus Spišská Nová Ves ausgegliederter Gemeinden             |
| Mníchova Lehota                          | Münchenmarkt, Münchenlehotta                                      | Barátszabadi       | Trenčín              | Trenčiansky kraj     | hieß bis 1927 slowakisch Mnichová Lehota                                                                                 |
| Mníšek nad Hnilcom                       | Einsiedel an der Göllnitz                                         | Szepesremete       | Gelnica              | Košický kraj         | hieß bis 1927 slowakisch Mníšek                                                                                          |
| Mníšek nad Popradom                      | Remz, Rauz, Einsiedl (am Popper)                                  | Poprádremete       | Stará Ľubovňa        | Prešovský kraj       | – |
| Moča                                     | Motsch, Mootsch                                                   | Dunamocs           | Komárno              | Nitriansky kraj      | – |
| Močenok                                  | Motschenok                                                        | Mocsonok           | Šaľa                 | Nitriansky kraj      | hieß bis 1927 slowakisch auch Močonok, 1948–1951 Mučeníky, 1951–1992 Sládečkovce                                         |
| Močiar                                   | Motschern bei Schemnitz                                           | Kövesmocsár        | Banská Štiavnica     | Banskobystrický kraj | – |
| Modra                                    | Modern                                                            | Modor              | Pezinok              | Bratislavský kraj    | – |
| Modra nad Cirochou                       | Moder an der Zirocha                                              | Modra              | Humenné              | Prešovský kraj       | hieß bis 1979 slowakisch nur Modra                                                                                       |
| Modrany                                  | Madern, Modor                                                     | Madar              | Komárno              | Nitriansky kraj      | hieß bis 1948 slowakisch Madar                                                                                           |
| Modrová                                  | Großmodro, Großmodra                                              | Nagymodró          | Nové Mesto nad Váhom | Trenčiansky kraj     | hieß bis 1927 slowakisch Veľká Modrovka                                                                                  |
| Modrovka                                 | Kleinmodro, Kleinmodra                                            | Kismodró           | Nové Mesto nad Váhom | Trenčiansky kraj     | hieß bis 1927 slowakisch Malá Modrovka                                                                                   |
| Modrý Kameň                              | Blauenstein, Blaustein, Plobenstein                               | Kékkő              | Veľký Krtíš          | Banskobystrický kraj | – |
| Mojmírovce                               | Urmin                                                             | Ürmény             | Nitra                | Nitriansky kraj      | hieß bis 1948 slowakisch Urmín                                                                                           |
| Mojš                                     | Neumarkt                                                          | Majosfalva         | Žilina               | Žilinský kraj        | hieß bis 1927 slowakisch Moyš                                                                                            |
| Mojtín                                   | Moithen                                                           | Hegyesmajtény      | Púchov               | Trenčiansky kraj     | – |
| Mojzesovo                                | Ischdögg                                                          | Özdöge             | Nové Zámky           | Nitriansky kraj      | hieß bis 1927 slowakisch Ezdeg, bis 1948 Izdeg                                                                           |
| Mokrá Lúka                               | Nassewiese                                                        | Vizesrét           | Revúca               | Banskobystrický kraj | gehörte 1976–1992 zur Stadt Revúca                                                                                       |
| Mokrance                                 | Mokrantz, Magranz                                                 | Makranc            | Košice-okolie        | Košický kraj         | hieß bis 1927 slowakisch Makrance                                                                                        |
| Mokroluh                                 | Naßewiesen, Mockerlang                                            | Tapolysárpatak     | Bardejov             | Prešovský kraj       | hieß bis 1927 slowakisch Mokroluky                                                                                       |
| Mokrý Háj                                | Kleinschenkwitz, Kroatisch Schenkwitz                             | Horvátberek        | Skalica              | Trnavský kraj        | – |
| Moldava nad Bodvou                       | Moldau (an der Bodwa)                                             | Szepsi             | Košice-okolie        | Košický kraj         | hieß bis 1927 slowakisch Moldava                                                                                         |
| Moravany                                 | Morowan                                                           | Morva              | Michalovce           | Košický kraj         | hieß bis 1927 slowakisch Muroviany, 1927–1948 Moraviany                                                                  |
| Moravany nad Váhom                       | Morawan an der Waag                                               | Moraván            | Piešťany             | Trnavský kraj        | hieß bis 1927 slowakisch Moravany                                                                                        |
| Moravské Lieskové                        | –                                                                 | Morvamogyoród      | Nové Mesto nad Váhom | Trenčiansky kraj     | – |
| Moravský Svätý Ján                       | Sankt Johann (an der March)                                       | Morvaszentjános    | Senica               | Trnavský kraj        | hieß 1960–1992 slowakisch Moravský Ján                                                                                   |
| Most pri Bratislave                      | Bruck (an der Donau), Brück                                       | Dunahidas          | Senec                | Bratislavský kraj    | hieß bis 1948 slowakisch Most na Ostrove                                                                                 |
| Mostová                                  | Hidaschkürt, Brückenhorn                                          | Hidaskürt          | Galanta              | Trnavský kraj        | hieß bis 1948 slowakisch Mostová Kerť                                                                                    |
| Moškovec                                 | Moschendorf (bei Bad Stuben)                                      | Moskóc             | Turčianske Teplice   | Žilinský kraj        | – |
| Mošovce                                  | Moschotz                                                          | Mosóc              | Turčianske Teplice   | Žilinský kraj        | – |
| Moštenica                                | Moschnitz, Moschtenitz                                            | Mosód              | Banská Bystrica      | Banskobystrický kraj | – |
| Mošurov                                  | Adamfelde                                                         | Ádámfölde          | Prešov               | Prešovský kraj       | hieß bis 1927 slowakisch auch Mašurov                                                                                    |
| Motešice                                 | –                                                                 | Motesic            | Trenčín              | Trenčiansky kraj     | entstand 1960 durch den Zusammenschluss der beiden Orte Dolné Motešice und Horné Motešice                                |
| Motyčky                                  | Marteswald, Mathswald, Motitschka                                 | Martalja           | Banská Bystrica      | Banskobystrický kraj | – |
| Môlča                                    | Moltsch                                                           | Zólyommócsa        | Banská Bystrica      | Banskobystrický kraj | hieß bis 1927 slowakisch Môľča                                                                                           |
| Mrázovce                                 | Mräzowetz, Mrazowitz, Mrazoltz                                    | Dér                | Stropkov             | Prešovský kraj       | – |
| Mučín                                    | Mutschin                                                          | Mucsény            | Lučenec              | Banskobystrický kraj | – |
| Mudroňovo                                | Mader                                                             | Újpuszta           | Komárno              | Nitriansky kraj      | entstand 1926 aus Teilen der Gemeinde Modrany                                                                            |
| Mudrovce                                 | Mudrotz, Mudrowetz, Moderdorf                                     | Modrafalva         | Košice-okolie        | Košický kraj         | – |
| Muľa                                     | Mulland                                                           | Rárosmúlyad        | Veľký Krtíš          | Banskobystrický kraj | hieß bis 1927 slowakisch Rároš-Muladka, bis 1948 Rárošká Muľaď                                                           |
| Muráň                                    | Untermuran, Murau                                                 | Murányalja         | Revúca               | Banskobystrický kraj | – |
| Muránska Dlhá Lúka                       | Langewiese (bei Muran)                                            | Murányhosszúrét    | Revúca               | Banskobystrický kraj | hieß bis 1927 slowakisch Muráňska Dlhá Lúka                                                                              |
| Muránska Huta                            | Glashütte bei Murau                                               | Murányhuta         | Revúca               | Banskobystrický kraj | hieß bis 1927 slowakisch Muráňska Huta                                                                                   |
| Muránska Lehota                          | Georgsdorf bei Murau                                              | Murányszabadi      | Revúca               | Banskobystrický kraj | hieß bis 1927 slowakisch Muráňska Lehota                                                                                 |
| Muránska Zdychava                        | Stichawa, Stichau                                                 | Kakasalja          | Revúca               | Banskobystrický kraj | hieß bis 1927 slowakisch Muráňska Zdychava                                                                               |
| Mútne                                    | Mutne                                                             | Mutne              | Námestovo            | Žilinský kraj        | hieß 1918–1978 slowakisch Mutné                                                                                          |
| Mužla                                    | Muschel                                                           | Muzsla             | Nové Zámky           | Nitriansky kraj      | – |
| Myjava                                   | Miawa, Maiau                                                      | Miava              | Myjava               | Trenčiansky kraj     | – |
| Myslina                                  | Mischel                                                           | Mislye             | Humenné              | Prešovský kraj       | hieß bis 1927 slowakisch Myšlina                                                                                         |
| Mýtna                                    | Mauth bei Dettwa                                                  | Vámosfalva         | Lučenec              | Banskobystrický kraj | – |
| Mýtne Ludany                             | Ludan                                                             | Vámosladány        | Levice               | Nitriansky kraj      | hieß bis 1927 slowakisch Ludany                                                                                          |
| Mýto pod Ďumbierom                       | Mauth (am Djumbier)                                               | Vámos              | Brezno               | Banskobystrický kraj | hieß bis 1927 slowakisch Mýto                                                                                            |

## N
| Städte und Gemeinden in der Slowakei – N |                                                         |                        |                      |                      |                                                                                          |  |           |                                |          |           |                  |   |
| Name                                     | Name                                                    | Name                   | Bezirk               | Landschaftsverband   | Bemerkungen                                                                              |  |           |                                |          |           |                  |   |
| slowakisch                               | deutsch                                                 | ungarisch              | Bezirk               | Landschaftsverband   | Bemerkungen                                                                              |  |           |                                |          |           |                  |   |
| Nacina Ves                               | –                                                       | Nátafalva              | Michalovce           | Košický kraj         | –                                                                                        |  |           |                                |          |           |                  |   |
| Nadlice                                  | Nadlitz                                                 | Nádlány                | Partizánske          | Trenčiansky kraj     | hieß bis 1927 slowakisch auch Najdlice                                                   |  |           |                                |          |           |                  |   |
| Naháč                                    | Deutsch Zeden, Seden                                    | Nahács                 | Trnava               | Trnavský kraj        | –                                                                                        |  |           |                                |          |           |                  |   |
| Nálepkovo                                | Wagendrüssel                                            | Merény                 | Gelnica              | Košický kraj         | hieß bis 1948 slowakisch Vondrišel                                                       |  |           |                                |          |           |                  |   |
| Námestovo                                | Namestowo                                               | Námesztó               | Námestovo            | Žilinský kraj        | –                                                                                        |  |           |                                |          |           |                  |   |
| Nána                                     | Naan                                                    | Esztergomnána          | Nové Zámky           | Nitriansky kraj      | –                                                                                        |  |           |                                |          |           |                  |   |
| Nandraž                                  | Landresch, Nandrasch                                    | Nandrás                | Revúca               | Banskobystrický kraj | hieß bis 1927 slowakisch Nandráž                                                         |  |           |                                |          |           |                  |   |
| Necpaly                                  | Netzpai, Netzpal                                        | Necpál                 | Martin               | Žilinský kraj        | –                                                                                        |  |           |                                |          |           |                  |   |
| Nedanovce                                | Nedanowetz, Nedenholz, Nedanowitz                       | Nadány                 | Partizánske          | Trenčiansky kraj     | –                                                                                        |  |           |                                |          |           |                  |   |
| Nedašovce                                | Nedaschowitz                                            | Nyitranádas            | Bánovce nad Bebravou | Trenčiansky kraj     | –                                                                                        |  |           |                                |          |           |                  |   |
| Neded                                    | Neged, Niget                                            | Negyed                 | Šaľa                 | Nitriansky kraj      | –                                                                                        |  |           |                                |          |           |                  |   |
| Nededza                                  | Nedetz                                                  | Vágnedec               | Žilina               | Žilinský kraj        | –                                                                                        |  |           |                                |          |           |                  |   |
| Nedožery-Brezany                         | Untermauth-Breschan                                     | –                      | Prievidza            | Trenčiansky kraj     | 1964 aus den Orten Nedožery und Brezany entstanden                                       |  |           |                                |          |           |                  |   |
| Nechválova Polianka                      | Nechwald, Negwald                                       | Szinnamező             | Humenné              | Prešovský kraj       | –                                                                                        |  |           |                                |          |           |                  |   |
| Nemce                                    | Nemtze, Deutschendorf                                   | Zólyomnémeti           | Banská Bystrica      | Banskobystrický kraj | –                                                                                        |  |           |                                |          |           |                  |   |
| Nemcovce                                 | Deutschendorf an der Töpl                               | Tapolynémetfalu        | Bardejov             | Prešovský kraj       | –                                                                                        |  |           |                                |          |           |                  |   |
| Nemcovce                                 | Deutschendorf bei Kapp                                  | Kapinémetfalu          | Prešov               | Prešovský kraj       | –                                                                                        |  |           |                                |          |           |                  |   |
| Nemčice                                  | Nemschitz, Deutschdorf, Nemtschitz bei Doppelschan      | Nyitranémeti           | Topoľčany            | Nitriansky kraj      | –                                                                                        |  |           |                                |          |           |                  |   |
| Nemčiňany                                | Nemtschin, Deutsch Nimtschin                            | Nemcsény               | Zlaté Moravce        | Nitriansky kraj      | –                                                                                        |  |           |                                |          |           |                  |   |
| Nemecká                                  | Deutschendorf an der Gran                               | Garamnémetfalva        | Brezno               | Banskobystrický kraj | –                                                                                        |  |           |                                |          |           |                  |   |
| Nemečky                                  | Deutsch Bachsdorf                                       | Nemecske               | Topoľčany            | Nitriansky kraj      | –                                                                                        |  |           |                                |          |           |                  |   |
| Nemešany                                 | Nemeschan, Schaken                                      | Nemessán               | Levoča               | Prešovský kraj       | –                                                                                        |  |           |                                |          |           |                  |   |
| Nemšová                                  | Nemschau, Nempschau                                     | Nemsó                  | Trenčín              | Trenčiansky kraj     | –                                                                                        |  |           |                                |          |           |                  |   |
| Nenince                                  | Luka-Ninitz, Nennin, Lampertsdorf                       | Lukanénye              | Veľký Krtíš          | Banskobystrický kraj | –                                                                                        |  |           |                                |          |           |                  |   |
| Neporadza                                | Borschan-Neporatz                                       | Neprőd                 | Trenčín              | Trenčiansky kraj     | entstand 1960 aus den Orten Bošianska Neporadza und Rožňová Neporadza                    |  |           |                                |          |           |                  |   |
| Neporadza                                | Nappratz                                                | Naprágy                | Rimavská Sobota      | Banskobystrický kraj | –                                                                                        |  |           |                                |          |           |                  |   |
| Nesluša                                  | Nesluscha                                               | Neszlény               | Kysucké Nové Mesto   | Žilinský kraj        | –                                                                                        |  |           |                                |          |           |                  |   |
| Nesvady                                  | Nasswald                                                | Naszvad                | Komárno              | Nitriansky kraj      | hieß bis 1948 slowakisch Nasvad                                                          |  |           |                                |          |           |                  |   |
| Neverice                                 | Nüweritz                                                | Néver                  | Zlaté Moravce        | Nitriansky kraj      | -                                                                                        |  | Nevidzany | Newitschan, Newitzen, Newitzan | Nevigyén | Prievidza | Trenčiansky kraj | – |
| Nevidzany                                | Newitzan, Newetsch                                      | Néved                  | Zlaté Moravce        | Nitriansky kraj      | –                                                                                        |  |           |                                |          |           |                  |   |
| Nevoľné                                  | Sohlergrund                                             | Tormáskert             | Žiar nad Hronom      | Banskobystrický kraj | –                                                                                        |  |           |                                |          |           |                  |   |
| Nezbudská Lúčka                          | Altschloss                                              | Óváralja               | Žilina               | Žilinský kraj        | –                                                                                        |  |           |                                |          |           |                  |   |
| Nimnica                                  | Nemnitz                                                 | Nemőc                  | Púchov               | Trenčiansky kraj     | gehörte 1979–1990 zur Stadt Púchov                                                       |  |           |                                |          |           |                  |   |
| Nitra                                    | Neutra                                                  | Nyitra                 | Nitra                | Nitriansky kraj      | –                                                                                        |  |           |                                |          |           |                  |   |
| Nitra nad Ipľom                          | Neutra (an der Eipel)                                   | Ipolynyitra            | Lučenec              | Banskobystrický kraj | –                                                                                        |  |           |                                |          |           |                  |   |
| Nitrianska Blatnica                      | Blattnitz                                               | Nyitrasárfő            | Topoľčany            | Nitriansky kraj      | –                                                                                        |  |           |                                |          |           |                  |   |
| Nitrianska Streda                        | Neumarkt                                                | Nyitraszerdahely       | Topoľčany            | Nitriansky kraj      | –                                                                                        |  |           |                                |          |           |                  |   |
| Nitrianske Hrnčiarovce                   | –                                                       | Nyitragerencsér        | Nitra                | Nitriansky kraj      | –                                                                                        |  |           |                                |          |           |                  |   |
| Nitrianske Pravno                        | Deutschproben, Deutschprona, Deutschpravno              | Németpróna             | Prievidza            | Trenčiansky kraj     | hieß bis 1946 slowakisch Nemecké Pravno                                                  |  |           |                                |          |           |                  |   |
| Nitrianske Rudno                         | Windischruden                                           | Divékrudnó             | Prievidza            | Trenčiansky kraj     | hieß bis 1924 slowakisch nur Rudno                                                       |  |           |                                |          |           |                  |   |
| Nitrianske Sučany                        | Sutschan                                                | Nyitraszucsány         | Prievidza            | Trenčiansky kraj     | –                                                                                        |  |           |                                |          |           |                  |   |
| Nitrica                                  | Kleinneutra                                             | Bélaudvarnok           | Prievidza            | Trenčiansky kraj     | entstand 1960 durch den Zusammenschluss der Orte Dvorníky nad Nitricou und Račice        |  |           |                                |          |           |                  |   |
| Nižná                                    | Nischna                                                 | Nézsnafalva            | Piešťany             | Trnavský kraj        | –                                                                                        |  |           |                                |          |           |                  |   |
| Nižná                                    | Nißenwies                                               | Nizsna                 | Tvrdošín             | Žilinský kraj        | –                                                                                        |  |           |                                |          |           |                  |   |
| Nižná Boca                               | Unterbotzau, Botza, Unterbotzen, Bozenerhau             | Szentivánboca          | Liptovský Mikuláš    | Žilinský kraj        | –                                                                                        |  |           |                                |          |           |                  |   |
| Nižná Hutka                              | Unter Huttka                                            | Alsóhutka              | Košice-okolie        | Košický kraj         | –                                                                                        |  |           |                                |          |           |                  |   |
| Nižná Jablonka                           | Unter Jablenka, Unter Jablonka                          | Alsóalmád              | Humenné              | Prešovský kraj       | –                                                                                        |  |           |                                |          |           |                  |   |
| Nižná Jedľová                            | Unter Jedlowa                                           | Alsófenyves            | Svidník              | Prešovský kraj       | –                                                                                        |  |           |                                |          |           |                  |   |
| Nižná Kamenica                           | Unterkamenitz                                           | Alsókemence            | Košice-okolie        | Košický kraj         | –                                                                                        |  |           |                                |          |           |                  |   |
| Nižná Myšľa                              | Unter Mischel                                           | Alsómislye             | Košice-okolie        | Košický kraj         | –                                                                                        |  |           |                                |          |           |                  |   |
| Nižná Olšava                             | –                                                       | Alsóolsva              | Stropkov             | Prešovský kraj       | –                                                                                        |  |           |                                |          |           |                  |   |
| Nižná Pisaná                             | Unterpisana                                             | Alsóhímes              | Svidník              | Prešovský kraj       | –                                                                                        |  |           |                                |          |           |                  |   |
| Nižná Polianka                           | Unterpollensdorf,                                       | Alsópagony             | Bardejov             | Prešovský kraj       | –                                                                                        |  |           |                                |          |           |                  |   |
| Nižná Rybnica                            | Unter Ribnitz                                           | Alsóhalas, Alsóribnice | Sobrance             | Košický kraj         | –                                                                                        |  |           |                                |          |           |                  |   |
| Nižná Sitnica                            | Unter Sittnitz                                          | Alsóvirányos           | Humenné              | Prešovský kraj       | –                                                                                        |  |           |                                |          |           |                  |   |
| Nižná Slaná                              | Niedersalz, Niedersalza                                 | Alsósajó               | Rožňava              | Košický kraj         | –                                                                                        |  |           |                                |          |           |                  |   |
| Nižná Voľa                               | Unterwilla, Unterwolla                                  | Alsószbados            | Bardejov             | Prešovský kraj       | –                                                                                        |  |           |                                |          |           |                  |   |
| Nižné Ladičkovce                         | Unter Wladitscha                                        | Alsólászlófalva        | Humenné              | Prešovský kraj       | –                                                                                        |  |           |                                |          |           |                  |   |
| Nižné Nemecké                            | Unter Deutschdorf                                       | Alsónémeti             | Sobrance             | Košický kraj         | –                                                                                        |  |           |                                |          |           |                  |   |
| Nižné Repaše                             | Unterrippsch, Unter Ritschen                            | Alsórépás              | Levoča               | Prešovský kraj       | –                                                                                        |  |           |                                |          |           |                  |   |
| Nižné Ružbachy                           | Unterrauschenbach, Niederrauschenbach                   | Alsózúgó               | Stará Ľubovňa        | Prešovský kraj       | –                                                                                        |  |           |                                |          |           |                  |   |
| Nižný Čaj                                | Unter Domersdorf, Untertschey                           | Alsócsáj               | Košice-okolie        | Košický kraj         | –                                                                                        |  |           |                                |          |           |                  |   |
| Nižný Hrabovec                           | Unter Hrabotz, Grabenz, Grabowetz                       | Alsógyertyán           | Vranov nad Topľou    | Prešovský kraj       | –                                                                                        |  |           |                                |          |           |                  |   |
| Nižný Hrušov                             | Unterkertwillesch                                       | Alsókörtvélyes         | Vranov nad Topľou    | Prešovský kraj       | –                                                                                        |  |           |                                |          |           |                  |   |
| Nižný Klátov                             | Unterdeutschdorf, Beckseiffen                           | Alsótőkés              | Košice-okolie        | Košický kraj         | –                                                                                        |  |           |                                |          |           |                  |   |
| Nižný Komárnik                           | Unter Komarnik                                          | Alsókomárnok           | Svidník              | Prešovský kraj       | –                                                                                        |  |           |                                |          |           |                  |   |
| Nižný Kručov                             | Ungarisch Krutschau                                     | Magyarkrucsó           | Vranov nad Topľou    | Prešovský kraj       | –                                                                                        |  |           |                                |          |           |                  |   |
| Nižný Lánec                              | Unterlanz, Unterlanzdorf, Unterlanzelsdorf              | Alsólánc               | Košice-okolie        | Košický kraj         | –                                                                                        |  |           |                                |          |           |                  |   |
| Nižný Mirošov                            | Unter Mireschau                                         | Alsómerse              | Svidník              | Prešovský kraj       | –                                                                                        |  |           |                                |          |           |                  |   |
| Nižný Orlík                              | Unter Orlich, Unteradlershau, Neudorf                   | Alsóodor               | Svidník              | Prešovský kraj       | –                                                                                        |  |           |                                |          |           |                  |   |
| Nižný Skálnik                            | Unter Skalneck                                          | Alsósziklás            | Rimavská Sobota      | Banskobystrický kraj | –                                                                                        |  |           |                                |          |           |                  |   |
| Nižný Slavkov                            | Unterschlauch, Niederschlauch                           | Alsószalók             | Sabinov              | Prešovský kraj       | –                                                                                        |  |           |                                |          |           |                  |   |
| Nižný Tvarožec                           | Unter Twaroschetz, Unter Thuroschitz, Unterturschenbach | Alsótaróc              | Bardejov             | Prešovský kraj       | –                                                                                        |  |           |                                |          |           |                  |   |
| Nižný Žipov                              | Unter Sankt Joos, Sankt Josef                           | Magyariszép            | Trebišov             | Košický kraj         | –                                                                                        |  |           |                                |          |           |                  |   |
| Nolčovo                                  | Noltschau                                               | Nolcsó                 | Martin               | Žilinský kraj        | –                                                                                        |  |           |                                |          |           |                  |   |
| Norovce                                  | Norowitz                                                | Onor                   | Topoľčany            | Nitriansky kraj      | –                                                                                        |  |           |                                |          |           |                  |   |
| Nová Baňa                                | Königsberg (an der Gran)                                | Újbánya                | Žarnovica            | Banskobystrický kraj | –                                                                                        |  |           |                                |          |           |                  |   |
| Nová Bašta                               | Neubast                                                 | Egyházasbást           | Rimavská Sobota      | Banskobystrický kraj | –                                                                                        |  |           |                                |          |           |                  |   |
| Nová Bošáca                              | Neuboschitz                                             | Újbosác                | Nové Mesto nad Váhom | Trenčiansky kraj     | entstand 1950 als Neugründung aus Teilen der Gemeinde Bošáca                             |  |           |                                |          |           |                  |   |
| Nová Bystrica                            | Neubistritz                                             | Újbeszterce            | Čadca                | Žilinský kraj        | –                                                                                        |  |           |                                |          |           |                  |   |
| Nová Dedina                              | –                                                       | –                      | Levice               | Nitriansky kraj      | entstand 1960 aus den Orten Tekovská Nová Ves und Opatová                                |  |           |                                |          |           |                  |   |
| Nová Dedinka                             | Neudorf                                                 | Garamújfalu            | Senec                | Bratislavský kraj    | entstand 1960 aus den Orten Dedinka pri Dunaji und Nová Ves pri Dunaji                   |  |           |                                |          |           |                  |   |
| Nová Dubnica                             | Neudubnitz                                              | Újtölgyes              | Ilava                | Trenčiansky kraj     | entstand 1957 durch die Zusammenlegung mehrerer Orte und Ortsteile                       |  |           |                                |          |           |                  |   |
| Nová Kelča                               |                                                         | Kelcse                 | Vranov nad Topľou    | Prešovský kraj       | entstand 1966 als Ersatz für den überfluteten Ort Kelča                                  |  |           |                                |          |           |                  |   |
| Nová Lehota                              | Neulehota, Neulehotta                                   | Újszabadi              | Nové Mesto nad Váhom | Trenčiansky kraj     | hieß bis 1927 slowakisch Nová Lehôta                                                     |  |           |                                |          |           |                  |   |
| Nová Lesná                               | Neuwalddorf                                             | Alsóerdöfalva          | Poprad               | Prešovský kraj       | –                                                                                        |  |           |                                |          |           |                  |   |
| Nová Ľubovňa                             | Neulublau                                               | Újlubló                | Stará Ľubovňa        | Prešovský kraj       | –                                                                                        |  |           |                                |          |           |                  |   |
| Nová Polhora                             | –                                                       | Lapispatakújtelep      | Košice-okolie        | Košický kraj         | entstand 1942/1954 aus Teilen der Gemeinde Ploské                                        |  |           |                                |          |           |                  |   |
| Nová Polianka                            | Mergschenhau, Margeshau                                 | Mérgesvágása           | Svidník              | Prešovský kraj       | –                                                                                        |  |           |                                |          |           |                  |   |
| Nová Sedlica                             | Neusellitsch                                            | Újszék, Novaszedlica   | Snina                | Prešovský kraj       | –                                                                                        |  |           |                                |          |           |                  |   |
| Nová Ves                                 | Neudorf an der Kritsch                                  | Kisújfalu              | Veľký Krtíš          | Banskobystrický kraj | –                                                                                        |  |           |                                |          |           |                  |   |
| Nová Ves nad Váhom                       | Neudorf an der Waag                                     | Vágújfalu              | Nové Mesto nad Váhom | Trenčiansky kraj     | –                                                                                        |  |           |                                |          |           |                  |   |
| Nová Ves nad Žitavou                     | Neudorf                                                 | Zsitvaújfalu           | Nitra                | Nitriansky kraj      | –                                                                                        |  |           |                                |          |           |                  |   |
| Nová Vieska                              | Kleindorf                                               | Kisújfalu              | Nové Zámky           | Nitriansky kraj      | –                                                                                        |  |           |                                |          |           |                  |   |
| Nováčany                                 | Neudorf in der Gemmer                                   | Jászóújfalu            | Košice-okolie        | Košický kraj         | –                                                                                        |  |           |                                |          |           |                  |   |
| Nováky                                   | Nowak                                                   | Nyitranovák            | Prievidza            | Trenčiansky kraj     | –                                                                                        |  |           |                                |          |           |                  |   |
| Nové Hony                                | Heiligenkreuz                                           | Kétkeresztúr           | Lučenec              | Banskobystrický kraj | –                                                                                        |  |           |                                |          |           |                  |   |
| Nové Mesto nad Váhom                     | Neustadt(l) an der Waag, Waagneustadtl                  | Vágújhely              | Nové Mesto nad Váhom | Trenčiansky kraj     | –                                                                                        |  |           |                                |          |           |                  |   |
| Nové Sady                                | Haschengirt                                             | Assakürt               | Nitra                | Nitriansky kraj      | hieß bis 1948 slowakisch Ašakerť, bis 1927 Kert/Ašakert                                  |  |           |                                |          |           |                  |   |
| Nové Zámky                               | Neuhäus(e)l                                             | Érsekújvár             | Nové Zámky           | Nitriansky kraj      | –                                                                                        |  |           |                                |          |           |                  |   |
| Novosad                                  | Wielack bei Trebischau                                  | Bodzásújlak            | Trebišov             | Košický kraj         | –                                                                                        |  |           |                                |          |           |                  |   |
| Novoť                                    | Jürgau                                                  | Novoty                 | Námestovo            | Žilinský kraj        | –                                                                                        |  |           |                                |          |           |                  |   |
| Nový Ruskov                              | –                                                       | Kisruszka              | Trebišov             | Košický kraj         | –                                                                                        |  |           |                                |          |           |                  |   |
| Nový Salaš                               | –                                                       | Újszállás              | Košice-okolie        | Košický kraj         | –                                                                                        |  |           |                                |          |           |                  |   |
| Nový Svet                                | Neue Welt                                               | ?                      | Senec                | Bratislavský kraj    | seit 1. Januar 2002 als selbstständige Gemeinde aus der Gemeinde Reca ausgegliedert      |  |           |                                |          |           |                  |   |
| Nový Tekov                               | Neubarsch                                               | Újbars                 | Levice               | Nitriansky kraj      | –                                                                                        |  |           |                                |          |           |                  |   |
| Nový Život                               | Kleinmagendorf                                          | Illésháza              | Dunajská Streda      | Trnavský kraj        | entstand 1960 durch den Zusammenschluss der Gemeinde Vojtechovce, Eliášovce und Tonkovce |  |           |                                |          |           |                  |   |
| Nýrovce                                  | Nir, Nier                                               | Nyír                   | Levice               | Nitriansky kraj      | –                                                                                        |  |           |                                |          |           |                  |   |

## Ň
| Städte und Gemeinden in der Slowakei – Ň |                |              |                 |                    |                                                   |
| Name                                     | Name           | Name         | Bezirk          | Landschaftsverband | Bemerkungen                                       |
| slowakisch                               | deutsch        | ungarisch    | Bezirk          | Landschaftsverband | Bemerkungen                                       |
| Ňagov                                    | Niagow         | Nyágó        | Medzilaborce    | Prešovský kraj     | –                                                 |
| Ňárad                                    | Naarad, Narrad | Csiliznyárad | Dunajská Streda | Trnavský kraj      | hieß bis 1948 Čilizský Ňárad, 1948–1990 Topoľovec |

## O
| Städte und Gemeinden in der Slowakei – O |                                                  |                  |                      |                      |                                                                                      |
| Name                                     | Name                                             | Name             | Bezirk               | Landschaftsverband   | Bemerkungen                                                                          |
| slowakisch                               | deutsch                                          | ungarisch        | Bezirk               | Landschaftsverband   | Bemerkungen                                                                          |
| Obeckov                                  | Ebetzk                                           | Ebeck            | Veľký Krtíš          | Banskobystrický kraj | –                                                                                    |
| Obid                                     | Gamp, Ebed                                       | Ebed             | Nové Zámky           | Nitriansky kraj      | gehörte früher zur Stadt Štúrovo                                                     |
| Obišovce                                 | Abbosch, Abbischdorf                             | Abos             | Košice-okolie        | Košický kraj         | –                                                                                    |
| Oborín                                   | Abersdorf, Obornsdorf, Aboran, Abora             | Abara            | Michalovce           | Košický kraj         | –                                                                                    |
| Obručné                                  | Ringelbach, Obrutschno                           | Abroncsos        | Stará Ľubovňa        | Prešovský kraj       | –                                                                                    |
| Obyce                                    | Obitz, Opitz                                     | Ebedec           | Zlaté Moravce        | Nitriansky kraj      | –                                                                                    |
| Očkov                                    | Otschkau                                         | Ocskó            | Nové Mesto nad Váhom | Trenčiansky kraj     | –                                                                                    |
| Očová                                    | Otschau                                          | Nagyócsa         | Zvolen               | Banskobystrický kraj | –                                                                                    |
| Odorín                                   | Dirn                                             | Szepesedelény    | Spišská Nová Ves     | Košický kraj         | –                                                                                    |
| Ohrady                                   | Kurth, Sankt Stephan                             | Csallóközkürt    | Dunajská Streda      | Trnavský kraj        | –                                                                                    |
| Ohradzany                                | Geregin                                          | Göröginye        | Humenné              | Prešovský kraj       | –                                                                                    |
| Ochodnica                                | Kodnitz                                          | Ösvényes         | Kysucké Nové Mesto   | Žilinský kraj        | –                                                                                    |
| Ochtiná                                  | Achten                                           | Martonháza       | Rožňava              | Košický kraj         | –                                                                                    |
| Okoč                                     | Egitsch, Egitz                                   | Ekecs            | Dunajská Streda      | Trnavský kraj        | –                                                                                    |
| Okoličná na Ostrove                      | Eckel                                            | Ekel             | Komárno              | Nitriansky kraj      | –                                                                                    |
| Okrúhle                                  | –                                                | Kerekrét         | Svidník              | Prešovský kraj       | –                                                                                    |
| Okružná                                  | Krieschwey                                       | Kiskőrösfő       | Prešov               | Prešovský kraj       | –                                                                                    |
| Olcnava                                  | Alzenau, Alznau, Olznau, Altznau                 | Detrefalva       | Spišská Nová Ves     | Košický kraj         | –                                                                                    |
| Olejníkov                                | Holenitz                                         | Olajpatak        | Sabinov              | Prešovský kraj       | –                                                                                    |
| Olešná                                   | Holessna, Wierch-Olessna, Oleschna               | Berekfalu        | Čadca                | Žilinský kraj        | –                                                                                    |
| Olováry                                  | Owar, Olwar, Olwersdorf                          | Óvár             | Veľký Krtíš          | Banskobystrický kraj | –                                                                                    |
| Olšovany                                 | Olschwan, Eilschwan                              | Ósva             | Košice-okolie        | Košický kraj         | –                                                                                    |
| Oľdza                                    | –                                                | Olgya            | Dunajská Streda      | Trnavský kraj        | –                                                                                    |
| Oľka                                     | Halga, Halgau, Elke, Lick                        | Olyka            | Medzilaborce         | Prešovský kraj       | entstand 1944 durch Zusammenschluss der Orte Nižná Oľka und Vyšná Oľka               |
| Oľšavce                                  | Olschawitz, Olschholz, Olschau                   | Orsós            | Bardejov             | Prešovský kraj       | –                                                                                    |
| Oľšavica                                 | Olschau, Olschawitz, Großolschau                 | Nagyolsva        | Levoča               | Prešovský kraj       | hieß bis 1927 slowakisch Olšavica                                                    |
| Oľšavka                                  | Kleinolschau, Olschanka                          | Kisolsva         | Stropkov             | Prešovský kraj       | –                                                                                    |
| Oľšavka                                  | Olschanka, Olschawka                             | Kisolysó         | Spišská Nová Ves     | Košický kraj         | –                                                                                    |
| Oľšinkov                                 | Olschinka                                        | Meggyfalu        | Medzilaborce         | Prešovský kraj       | –                                                                                    |
| Oľšov                                    | Olschau, Olschawitz                              | Olysó            | Sabinov              | Prešovský kraj       | –                                                                                    |
| Omastiná                                 | Omastina, Lehotta                                | Csermely         | Bánovce nad Bebravou | Trenčiansky kraj     | –                                                                                    |
| Omšenie                                  | Mischen, Mißen                                   | Nagysziklás      | Trenčín              | Trenčiansky kraj     | –                                                                                    |
| Ondavka                                  | Klein Ondau                                      | Ondavafő         | Bardejov             | Prešovský kraj       | –                                                                                    |
| Ondavské Matiašovce                      | Matthias                                         | Zemplénmátyás    | Vranov nad Topľou    | Prešovský kraj       | –                                                                                    |
| Ondrašová                                | Andreasdorf, Andreasmühl                         | Turócandrásfalva | Turčianske Teplice   | Žilinský kraj        | –                                                                                    |
| Ondrašovce                               | Andreasdorf                                      | Andrásvágás      | Prešov               | Prešovský kraj       | –                                                                                    |
| Ondrejovce                               | Zweidorf, Sankt Andreas                          | Barsendréd       | Levice               | Nitriansky kraj      | –                                                                                    |
| Opátka                                   | Fleißenberg bei Kaschau                          | Apátka           | Košice-okolie        | Košický kraj         | entstand 1944 aus den Orten Moldavská Opátka und Spišská Opátka                      |
| Opatovce                                 | Opatowetz am Waag, Sankt Hyppolitus              | Vágapáti         | Trenčín              | Trenčiansky kraj     | –                                                                                    |
| Opatovce nad Nitrou                      | Abtsdorf, Weinitz-Apathy, Abtsdorf an der Neutra | Bajmócapáti      | Prievidza            | Trenčiansky kraj     | –                                                                                    |
| Opatovská Nová Ves                       | Neudorf                                          | Apátújfalu       | Veľký Krtíš          | Banskobystrický kraj | –                                                                                    |
| Opava                                    | Abtsdorf, Oppau                                  | Apafalva         | Veľký Krtíš          | Banskobystrický kraj | –                                                                                    |
| Opiná                                    | Oppein                                           | Sárosófalu       | Košice-okolie        | Košický kraj         | –                                                                                    |
| Opoj                                     | Opej, Oppei, Oppag                               | Apaj             | Trnava               | Trnavský kraj        | –                                                                                    |
| Oponice                                  | Apponitz, Opponitz                               | Appony           | Topoľčany            | Nitriansky kraj      | –                                                                                    |
| Oravce                                   | Orawetz                                          | Oróc             | Banská Bystrica      | Banskobystrický kraj | –                                                                                    |
| Orávka                                   | –                                                | Oravka           | Rimavská Sobota      | Banskobystrický kraj | 1922 als Slávikovo gegründet worden, 1951 umbenannt                                  |
| Oravská Jasenica                         | Jasenitz, Jassenitz in der Arwa                  | Jaszenica        | Námestovo            | Žilinský kraj        | –                                                                                    |
| Oravská Lesná                            | Erdötschka                                       | Erdőtka          | Námestovo            | Žilinský kraj        | hieß bis 1945 slowakisch Erdúdka, bis 1927 Erdutka                                   |
| Oravská Polhora                          | Poarwa, Polhora                                  | Árvapolhora      | Námestovo            | Žilinský kraj        | –                                                                                    |
| Oravská Poruba                           | Arwaporub                                        | Poruba           | Dolný Kubín          | Žilinský kraj        | –                                                                                    |
| Oravské Veselé                           | Wessele                                          | Veszele          | Námestovo            | Žilinský kraj        | –                                                                                    |
| Oravský Biely Potok                      | Bilpothok, Weißbach in der Arwa                  | Bjelipotok       | Tvrdošín             | Žilinský kraj        | –                                                                                    |
| Oravský Podzámok                         | Unterschloss, Arwa, Harwa                        | Árvaváralja      | Dolný Kubín          | Žilinský kraj        | –                                                                                    |
| Ordzovany                                | Radioltz, Radholz, Radiolz                       | Ragyóc           | Levoča               | Prešovský kraj       | –                                                                                    |
| Orechová                                 | Nußdorf                                          | Dióska           | Sobrance             | Košický kraj         | –                                                                                    |
| Orechová Potôň                           | Nusswinkel, Wabing                               | Diósförgepatony  | Dunajská Streda      | Trnavský kraj        | –                                                                                    |
| Oreské                                   | Oriß, Oreschau                                   | Kisdiós          | Skalica              | Trnavský kraj        | –                                                                                    |
| Oreské                                   | Nusswald, Nussgarten                             | Ordasfalva       | Michalovce           | Košický kraj         | –                                                                                    |
| Orešany                                  | Windischnußdorf                                  | Tótdiós          | Topoľčany            | Nitriansky kraj      | –                                                                                    |
| Orlov                                    | Adlersdorf, Orlau                                | Orló             | Stará Ľubovňa        | Prešovský kraj       | –                                                                                    |
| Orovnica                                 | Hromitz                                          | Oromfalu         | Žarnovica            | Banskobystrický kraj | –                                                                                    |
| Ortuťová                                 | Ortholth                                         | Ortutó           | Bardejov             | Prešovský kraj       | –                                                                                    |
| Osádka                                   | Osadka                                           | Oszádka          | Dolný Kubín          | Žilinský kraj        | –                                                                                    |
| Osadné                                   | Telepotz                                         | Telepóc          | Snina                | Prešovský kraj       | –                                                                                    |
| Osikov                                   | Oßikau                                           | Oszikó           | Bardejov             | Prešovský kraj       | –                                                                                    |
| Oslany                                   | Oßlan, Hosslen, Hosslan                          | Oszlány          | Prievidza            | Trenčiansky kraj     | –                                                                                    |
| Osrblie                                  | Zährenbach, Zörenbach                            | Cserpatak        | Brezno               | Banskobystrický kraj | –                                                                                    |
| Ostrá Lúka                               | Ostroluka                                        | Osztroluka       | Zvolen               | Banskobystrický kraj | –                                                                                    |
| Ostratice                                | Ostritz                                          | Sándori          | Partizánske          | Trenčiansky kraj     | entstand 1960 durch Zusammenschluss der Gemeinden Malé Ostratice und Veľké Ostratice |
| Ostrov                                   | Ostrowe, Ostrau                                  | Osztró           | Piešťany             | Trnavský kraj        | –                                                                                    |
| Ostrov                                   | Ostrau                                           | Éles, Kisosztró  | Sobrance             | Košický kraj         | –                                                                                    |
| Ostrovany                                | Ostrau                                           | Osztópatak       | Sabinov              | Prešovský kraj       | –                                                                                    |
| Ostrý Grúň                               | Franz                                            | Élesmart         | Žarnovica            | Banskobystrický kraj | war 1873–1951 ein Teil der Gemeinde Hrabičov                                         |
| Osturňa                                  | Asthorn, Osthorn                                 | Osztornya        | Kežmarok             | Prešovský kraj       | –                                                                                    |
| Osuské                                   | Ossuskau, Ozusch                                 | Aszós            | Senica               | Trnavský kraj        | –                                                                                    |
| Oščadnica                                | Otschad                                          | Ócsad            | Čadca                | Žilinský kraj        | –                                                                                    |
| Otrhánky                                 | Otrechan                                         | Eszterce         | Bánovce nad Bebravou | Trenčiansky kraj     | –                                                                                    |
| Otročok                                  | Atratscheik, Otrotschok                          | Otrokocs         | Revúca               | Banskobystrický kraj | –                                                                                    |
| Ovčiarsko                                | Schäferhütte                                     | Juhászi          | Žilina               | Žilinský kraj        | –                                                                                    |
| Ovčie                                    | Phoenixhütte                                     | Kisvitéz         | Prešov               | Prešovský kraj       | –                                                                                    |
| Ozdín                                    | Oßden                                            | Ozdin            | Poltár               | Banskobystrický kraj | –                                                                                    |
| Ožďany                                   | Eschtein, Oxdin                                  | Osgyán           | Rimavská Sobota      | Banskobystrický kraj | –                                                                                    |

## P
| Städte und Gemeinden in der Slowakei – r |                                                      |                            |                      |                      | |
| Name                                     | Name                                                 | Name                       | Bezirk               | Landschaftsverband   | Bemerkungen |
| slowakisch                               | deutsch                                              | ungarisch                  | Bezirk               | Landschaftsverband   | Bemerkungen |
| Pača                                     | –                                                    | Andrási                    | Rožňava              | Košický kraj         | – |
| Padáň                                    | –                                                    | Padány                     | Dunajská Streda      | Trnavský kraj        | – |
| Padarovce                                | –                                                    | Balogpádár                 | Rimavská Sobota      | Banskobystrický kraj | – |
| Pakostov                                 | –                                                    | Zemplénpálhegy             | Humenné              | Prešovský kraj       | – |
| Palárikovo                               | –                                                    | Tótmegyer                  | Nové Zámky           | Nitriansky kraj      | – |
| Palín                                    | –                                                    | Pályin                     | Michalovce           | Košický kraj         | – |
| Palota                                   | –                                                    | Palota                     | Medzilaborce         | Prešovský kraj       | – |
| Panické Dravce                           | –                                                    | Panyidaróc                 | Lučenec              | Banskobystrický kraj | – |
| Paňa                                     | –                                                    | Nemespann                  | Nitra                | Nitriansky kraj      | – |
| Paňovce                                  | –                                                    | Pány                       | Košice-okolie        | Košický kraj         | – |
| Papín                                    | –                                                    | Papháza                    | Humenné              | Prešovský kraj       | – |
| Papradno                                 | –                                                    | Kosárfalva                 | Považská Bystrica    | Trenčiansky kraj     | – |
| Parchovany                               | –                                                    | Parnó                      | Trebišov             | Košický kraj         | – |
| Parihuzovce                              | –                                                    | Juhos                      | Snina                | Prešovský kraj       | – |
| Párnica                                  | –                                                    | Párnica                    | Dolný Kubín          | Žilinský kraj        | – |
| Partizánska Ľupča                        | Deutschliptsch                                       | Németlipcse                | Liptovský Mikuláš    | Žilinský kraj        | hieß bis 1946 Nemecká Ľupča |
| Partizánske                              | –                                                    | Simony                     | Partizánske          | Trenčiansky kraj     | entstand 1938 durch die Vereinigung von Šimonovany mit den Orten Malé Bielice, Veľké Bielice                                                  |
| Pastovce                                 | –                                                    | Ipolypásztó                | Levice               | Nitriansky kraj      | – |
| Pastuchov                                | –                                                    | Nyitrapásztó               | Hlohovec             | Trnavský kraj        | – |
| Pašková                                  | –                                                    | Páskaháza                  | Rožňava              | Košický kraj         | – |
| Paština Závada                           | –                                                    | Pásztorzávod               | Žilina               | Žilinský kraj        | – |
| Pata (Slowakei)                          | –                                                    | Vágpatta                   | Galanta              | Trnavský kraj        | – |
| Pataš                                    | –                                                    | Csilizpatas                | Dunajská Streda      | Trnavský kraj        | hieß 1948–1990 slowakisch Pastuchy |
| Pavčina Lehota                           | –                                                    | Paucsinalehota             | Liptovský Mikuláš    | Žilinský kraj        | – |
| Pavlice                                  | Pald                                                 | Páld                       | Trnava               | Trnavský kraj        | – |
| Pavlová                                  | –                                                    | Garampáld                  | Nové Zámky           | Nitriansky kraj      | – |
| Pavlova Ves                              | –                                                    | Pálfalu                    | Liptovský Mikuláš    | Žilinský kraj        | – |
| Pavlovce                                 | –                                                    | Rimapálfala                | Rimavská Sobota      | Banskobystrický kraj | – |
| Pavlovce                                 | –                                                    | Kapipálvágása              | Vranov nad Topľou    | Prešovský kraj       | – |
| Pavlovce nad Uhom                        | –                                                    | Páloc                      | Michalovce           | Košický kraj         | – |
| Pavľany                                  | Sankt Paul                                           | Szepesszentpál             | Levoča               | Prešovský kraj       | – |
| Pažiť                                    | –                                                    | Pázsit                     | Partizánske          | Trenčiansky kraj     | – |
| Pčoliné                                  | –                                                    | Méhesfalva                 | Snina                | Prešovský kraj       | – |
| Pečenice                                 | –                                                    | Hontbesenyőd               | Levice               | Nitriansky kraj      | – |
| Pečeňady                                 | –                                                    | Besnyőpetőfalva            | Piešťany             | Trnavský kraj        | – |
| Pečeňany                                 | –                                                    | Bánpecsenyéd               | Bánovce nad Bebravou | Trenčiansky kraj     | – |
| Pečovská Nová Ves                        | Frauendorf                                           | Pécsújfalu                 | Sabinov              | Prešovský kraj       | – |
| Peder                                    | –                                                    | Péder                      | Košice-okolie        | Košický kraj         | – |
| Perín-Chym                               | –                                                    | –                          | Košice-okolie        | Košický kraj         | entstand 1964 durch den Zusammenschluss der Orte Perín und Chym                                                                               |
| Pernek                                   | Bäreneck, Perneck, Pernegg                           | Pernek                     | Malacky              | Bratislavský kraj    | – |
| Petkovce                                 | –                                                    | Petkes                     | Vranov nad Topľou    | Prešovský kraj       | – |
| Petrikovce                               | –                                                    | Petrik                     | Michalovce           | Košický kraj         | – |
| Petrová                                  | –                                                    | Végpetri                   | Bardejov             | Prešovský kraj       | – |
| Petrova Lehota                           | –                                                    | Péterszabadja              | Trenčín              | Trenčiansky kraj     | – |
| Petrova Ves                              | Petersdorf                                           | Péterlak                   | Skalica              | Trnavský kraj        | – |
| Petrovany                                | Petersdorf                                           | Tarcaszentpéter            | Prešov               | Prešovský kraj       | – |
| Petrovce                                 | –                                                    | Gömörpéterfalva            | Rimavská Sobota      | Banskobystrický kraj | – |
| Petrovce                                 | –                                                    | Pétervágása                | Vranov nad Topľou    | Prešovský kraj       | – |
| Petrovce                                 | –                                                    | Petróc                     | Sobrance             | Košický kraj         | – |
| Petrovce nad Laborcom                    | –                                                    | Ungpéteri                  | Michalovce           | Košický kraj         | – |
| Petrovice                                | –                                                    | Trencsénpéteri             | Bytča                | Žilinský kraj        | – |
| Petrovo                                  | Petermannsdorf, Petermann                            | Pétermány                  | Rožňava              | Košický kraj         | hieß bis 1948 slowakisch Petrmánovce, bis 1927 Petermánovce                                                                                   |
| Pezinok                                  | Bösing, Pösing                                       | Basin                      | Pezinok              | Bratislavský kraj    | – |
| Piešťany                                 | Pistyan, Pistian, (Bad) Püschtin                     | Pöstyén                    | Piešťany             | Trnavský kraj        | alte Ansichtskarten belegen als deutschen Ortsnamen auch Bad Pöstyén und Ungarisch Pöstyén fürdő                                              |
| Pichne                                   | –                                                    | Tüskés                     | Snina                | Prešovský kraj       | – |
| Píla                                     | Sägemühl                                             | Gidrafűrész                | Pezinok              | Bratislavský kraj    | – |
| Píla                                     | –                                                    | Fürész                     | Lučenec              | Banskobystrický kraj | – |
| Píla                                     | Paulisch, Polisch                                    | Dócyfürésze                | Žarnovica            | Banskobystrický kraj | – |
| Pinciná                                  | –                                                    | Pinc                       | Lučenec              | Banskobystrický kraj | – |
| Pinkovce                                 | –                                                    | Ungpinkóc                  | Sobrance             | Košický kraj         | – |
| Piskorovce                               | –                                                    | Királyhegy                 | Vranov nad Topľou    | Prešovský kraj       | – |
| Pitelová                                 | –                                                    | Kiszelfalu                 | Žiar nad Hronom      | Banskobystrický kraj | – |
| Plášťovce                                | –                                                    | Palást                     | Levice               | Nitriansky kraj      | – |
| Plavé Vozokany                           | –                                                    | Fakóvezekeny               | Levice               | Nitriansky kraj      | – |
| Plavecké Podhradie                       | Blas(s)enstein, Plotzenstein                         | Detrekőváralja             | Malacky              | Bratislavský kraj    | – |
| Plavecký Mikuláš                         | Blasenstein-Sankt-Nikolaus, Blasenstein-Sankt-Niklas | Detrekőszentmiklós         | Malacky              | Bratislavský kraj    | hieß bis 1960 Plavecký Svätý Mikuláš |
| Plavecký Peter                           | Blasenstein-Sankt-Peter                              | Detrekőszentpéter          | Senica               | Trnavský kraj        | – |
| Plavecký Štvrtok                         | (Blasenstein-)Zankendorf, Zanckendorf                | Detrekőcsütörtök           | Malacky              | Bratislavský kraj    | – |
| Plaveč                                   | Plautsch                                             | Palocsa                    | Stará Ľubovňa        | Prešovský kraj       | – |
| Plavnica                                 | –                                                    | Palonca                    | Stará Ľubovňa        | Prešovský kraj       | – |
| Plechotice                               | –                                                    | Pelejte                    | Trebišov             | Košický kraj         | – |
| Pleš                                     | –                                                    | Fülekpilis                 | Lučenec              | Banskobystrický kraj | – |
| Plešivec                                 | Pleissnitz, Pleschnitz                               | Pelsőc                     | Rožňava              | Košický kraj         | – |
| Plevník-Drienové                         | –                                                    | –                          | Považská Bystrica    | Trenčiansky kraj     | entstand 1952 aus den Orten Plevník und Drienové                                                                                              |
| Pliešovce                                | Deutschpelsätz, Pleißnitz, Pilsen                    | Tótpelsőc                  | Zvolen               | Banskobystrický kraj | – |
| Ploské                                   | –                                                    | Poloszkó                   | Revúca               | Banskobystrický kraj | – |
| Ploské                                   | –                                                    | Lapispatak                 | Košice-okolie        | Košický kraj         | – |
| Pobedim                                  | Popudin                                              | Pobedény                   | Nové Mesto nad Váhom | Trenčiansky kraj     | – |
| Počarová                                 | –                                                    | Pocsaró                    | Považská Bystrica    | Trenčiansky kraj     | – |
| Počúvadlo                                | Pockhaus                                             | Bacsófalva                 | Banská Štiavnica     | Banskobystrický kraj | – |
| Podbiel                                  | –                                                    | Podbjel                    | Tvrdošín             | Žilinský kraj        | – |
| Podbranč                                 | Podbrantsch                                          | Berencsváralja             | Senica               | Trnavský kraj        | – |
| Podbrezová                               | –                                                    | –                          | Brezno               | Banskobystrický kraj | 1953 auf Teilen der Gemeinden Lopej, Hronec, Horná Lehota und Valaská entstanden                                                              |
| Podhájska                                | –                                                    | –                          | Nové Zámky           | Nitriansky kraj      | entstand 1960 durch Vereinigung der Orte Belek und Svätuša                                                                                    |
| Podhorany                                | –                                                    | –                          | Nitra                | Nitriansky kraj      | entstand 1960 durch Vereinigung der Orte Bádice, Mechenice und Sokolníky                                                                      |
| Podhorany                                | Mältern, Maltern, Malter, Miltern                    | Maldur                     | Kežmarok             | Prešovský kraj       | hieß bis 1948 slowakisch Maldur |
| Podhorany                                | Hassgut                                              | Ásgút                      | Prešov               | Prešovský kraj       | – |
| Podhorie                                 | –                                                    | Zsolnaerdőd                | Žilina               | Žilinský kraj        | – |
| Podhorie                                 | –                                                    | –                          | Banská Štiavnica     | Banskobystrický kraj | entstand 1964 aus den Orten Teplá und Žakýl                                                                                                   |
| Podhoroď                                 | –                                                    | Tibaváralja                | Sobrance             | Košický kraj         | – |
| Podhradie                                | –                                                    | Keselőkö                   | Prievidza            | Trenčiansky kraj     | – |
| Podhradie                                | –                                                    | Kővárhely                  | Topoľčany            | Nitriansky kraj      | – |
| Podhradie                                | –                                                    | Szucsányváralja            | Martin               | Žilinský kraj        | – |
| Podhradík                                | –                                                    | Sebesváralja               | Prešov               | Prešovský kraj       | – |
| Podkonice                                | –                                                    | Padkóc                     | Banská Bystrica      | Banskobystrický kraj | – |
| Podkriváň                                | –                                                    | Divényoroszi               | Detva                | Banskobystrický kraj | – |
| Podkylava                                | –                                                    | Szakadék                   | Myjava               | Trenčiansky kraj     | – |
| Podlužany                                | –                                                    | Bánluzsány                 | Bánovce nad Bebravou | Trenčiansky kraj     | – |
| Podlužany                                | –                                                    | Berekalja                  | Levice               | Nitriansky kraj      | – |
| Podolie                                  | –                                                    | Felsőleszéte               | Nové Mesto nad Váhom | Trenčiansky kraj     | – |
| Podolínec                                | Pudlein                                              | Podolin                    | Stará Ľubovňa        | Prešovský kraj       | – |
| Podrečany                                | –                                                    | Patakalja                  | Lučenec              | Banskobystrický kraj | – |
| Podskalie                                | –                                                    | Egyházasnádas              | Považská Bystrica    | Trenčiansky kraj     | – |
| Podtureň                                 | –                                                    | Potornya                   | Liptovský Mikuláš    | Žilinský kraj        | – |
| Podvysoká                                | –                                                    | Határújfalu                | Čadca                | Žilinský kraj        | – |
| Podzámčok                                | –                                                    | Dobróváralja               | Zvolen               | Banskobystrický kraj | – |
| Pohorelá                                 | Pohorella                                            | Koháryháza, auch Garamkohó | Brezno               | Banskobystrický kraj | – |
| Pohranice                                | Pogranitz                                            | Pográny                    | Nitra                | Nitriansky kraj      | – |
| Pohronská Polhora                        | –                                                    | Erdőköz                    | Brezno               | Banskobystrický kraj | – |
| Pohronský Bukovec                        | –                                                    | Bukóc                      | Banská Bystrica      | Banskobystrický kraj | – |
| Pohronský Ruskov                         | –                                                    | Oroszka                    | Levice               | Nitriansky kraj      | – |
| Pochabany                                | –                                                    | Pohába                     | Bánovce nad Bebravou | Trenčiansky kraj     | – |
| Pokryváč                                 | –                                                    | Pokrivács                  | Dolný Kubín          | Žilinský kraj        | – |
| Poliakovce                               | –                                                    | Tapolylengyel              | Bardejov             | Prešovský kraj       | – |
| Polianka                                 | –                                                    | Palánkairtvány             | Myjava               | Trenčiansky kraj     | 1955 aus Teilen der Stadt Myjava entstanden                                                                                                   |
| Polichno                                 | –                                                    | Parlagos                   | Lučenec              | Banskobystrický kraj | – |
| Polina                                   | –                                                    | Alsófalu                   | Revúca               | Banskobystrický kraj | – |
| Poloma                                   | –                                                    | Polony                     | Sabinov              | Prešovský kraj       | – |
| Polomka                                  | –                                                    | Garamszécs                 | Brezno               | Banskobystrický kraj | – |
| Poltár                                   | –                                                    | Poltár                     | Poltár               | Banskobystrický kraj | deutscher Name nicht eindeutig belegt |
| Poluvsie                                 | Halbendorf                                           | Erdőrét                    | Prievidza            | Trenčiansky kraj     | – |
| Poľanovce                                | Polansdorf, Polanowitz                               | Polyánfalu                 | Levoča               | Prešovský kraj       | – |
| Poľany                                   | –                                                    | Bodrogmező                 | Trebišov             | Košický kraj         | – |
| Poľný Kesov                              | –                                                    | Mezőkeszi                  | Nitra                | Nitriansky kraj      | – |
| Pongrácovce                              | Pankratsdorf, Pongratzowitz                          | Pongrácfalva               | Levoča               | Prešovský kraj       | – |
| Poniky                                   | Ponik                                                | Pónik                      | Banská Bystrica      | Banskobystrický kraj | – |
| Poprad                                   | Deutschendorf                                        | Poprád                     | Poprad               | Prešovský kraj       | – |
| Poproč                                   | –                                                    | Gömörhegyvég               | Rimavská Sobota      | Banskobystrický kraj | – |
| Poproč                                   | –                                                    | Jászómindszent             | Košice-okolie        | Košický kraj         | – |
| Popudinské Močidľany                     | –                                                    | –                          | Skalica              | Trnavský kraj        | entstand 1957 durch den Zusammenschluss der Orte Popudiny und Močidľany                                                                       |
| Poráč                                    | Rotenberg, Poratz                                    | Vereshegy                  | Spišská Nová Ves     | Košický kraj         | – |
| Poriadie                                 | –                                                    | Erdősor                    | Myjava               | Trenčiansky kraj     | 1955 aus Teilen der Stadt Myjava entstanden                                                                                                   |
| Porostov                                 | –                                                    | Porosztó                   | Sobrance             | Košický kraj         | – |
| Poruba                                   | Nickelsdorf                                          | Mohos                      | Prievidza            | Trenčiansky kraj     | – |
| Poruba pod Vihorlatom                    | Nickelsdorf, Deutschporub                            | Németvágás                 | Michalovce           | Košický kraj         | – |
| Porúbka                                  | –                                                    | Tapolyortovány             | Bardejov             | Prešovský kraj       | – |
| Porúbka                                  | –                                                    | Kisortovány                | Humenné              | Prešovský kraj       | – |
| Porúbka                                  | –                                                    | Ördövágás                  | Sobrance             | Košický kraj         | – |
| Porúbka                                  | –                                                    | Túrirtovány                | Žilina               | Žilinský kraj        | – |
| Poša                                     | –                                                    | Pósa                       | Vranov nad Topľou    | Prešovský kraj       | – |
| Potok                                    | –                                                    | Patak                      | Ružomberok           | Žilinský kraj        | – |
| Potok                                    | –                                                    | Dobrapatak                 | Rimavská Sobota      | Banskobystrický kraj | – |
| Potoky                                   | –                                                    | Pataki                     | Stropkov             | Prešovský kraj       | – |
| Potôčky                                  | –                                                    | Érfalu                     | Stropkov             | Prešovský kraj       | – |
| Potônske Lúky                            | –                                                    | –                          | Dunajská Streda      | Trnavský kraj        | seit 1. Januar 2003 selbstständige Gemeinde durch Ausgliederung aus Horná Potôň                                                               |
| Potvorice                                | –                                                    | Patvaróc                   | Nové Mesto nad Váhom | Trenčiansky kraj     | – |
| Považany                                 | –                                                    | –                          | Nové Mesto nad Váhom | Trenčiansky kraj     | entstand 1960 durch den Zusammenschluss der Orte Svätý Kríž nad Váhom, Mošovce nad Váhom und Vieska zur Gemeinde Nové Mošovce, 1961 umbenannt |
| Považská Bystrica                        | Waagbistritz, Bistritz an der Waag                   | Vágbeszterce               | Považská Bystrica    | Trenčiansky kraj     | – |
| Povina                                   | –                                                    | Gerebes                    | Kysucké Nové Mesto   | Žilinský kraj        | – |
| Povoda                                   | –                                                    | Pódatejed                  | Dunajská Streda      | Trnavský kraj        | entstand 1940 durch Zusammenschluss der Orte Čenkovce, Lidér-Tejed und Pódafa                                                                 |
| Povrazník                                | Seilerdorf, Sailersdorf                              | Póráz                      | Banská Bystrica      | Banskobystrický kraj | – |
| Pozba                                    | –                                                    | Pozba                      | Nové Zámky           | Nitriansky kraj      | – |
| Pozdišovce                               | –                                                    | Pazdics                    | Michalovce           | Košický kraj         | – |
| Pôtor                                    | –                                                    | Nógrádszentpéter           | Veľký Krtíš          | Banskobystrický kraj | – |
| Praha                                    | –                                                    | Gácsprága                  | Lučenec              | Banskobystrický kraj | – |
| Prakovce                                 | Prackendorf, Prakendorf, Prackensdorf                | Prakfalva                  | Gelnica              | Košický kraj         | – |
| Prašice                                  | Praschitze                                           | Nyitraperjés               | Topoľčany            | Nitriansky kraj      | – |
| Prašník                                  | –                                                    | Prasnikirtvány             | Piešťany             | Trnavský kraj        | 1958 aus Teilen der Stadt Vrbové entstanden                                                                                                   |
| Pravenec                                 | Kleinproben                                          | Kispróna                   | Prievidza            | Trenčiansky kraj     | – |
| Pravica                                  | –                                                    | Paróca                     | Veľký Krtíš          | Banskobystrický kraj | – |
| Pravotice                                | –                                                    | Peres                      | Bánovce nad Bebravou | Trenčiansky kraj     | – |
| Práznovce                                | Prasnowitz                                           | Práznóc                    | Topoľčany            | Nitriansky kraj      | – |
| Prečín                                   | –                                                    | Soltészperecsény           | Považská Bystrica    | Trenčiansky kraj     | – |
| Predajná                                 | –                                                    | Garampéteri                | Brezno               | Banskobystrický kraj | – |
| Predmier                                 | –                                                    | Peredmér                   | Bytča                | Žilinský kraj        | – |
| Prenčov                                  | Prinzdorf, Preitzdorf, Prenschdorf, Prinsdorf        | Berencsfalu                | Banská Štiavnica     | Banskobystrický kraj | – |
| Preseľany                                | –                                                    | Nyitrapereszlény           | Topoľčany            | Nitriansky kraj      | – |
| Prestavlky                               | –                                                    | Mailáth                    | Žiar nad Hronom      | Banskobystrický kraj | hieß bis 1927 slowakisch Prestavlk |
| Prešov                                   | Eperies, Eperjes                                     | Eperjes                    | Prešov               | Prešovský kraj       | seit den 1930er Jahren eingedeutscht Preschau                                                                                                 |
| Príbelce                                 | (Unter-/Ober-)Pribel                                 | (Alsó-/Felső-)Fehérkút     | Veľký Krtíš          | Banskobystrický kraj | entstand 1966 durch Zusammenschluss der Orte Dolné Príbelce und Horné Príbelce                                                                |
| Pribeník                                 | –                                                    | Perbenyik                  | Trebišov             | Košický kraj         | – |
| Pribeta                                  | –                                                    | Perbete                    | Komárno              | Nitriansky kraj      | – |
| Pribiš                                   | –                                                    | Pribis                     | Dolný Kubín          | Žilinský kraj        | – |
| Príbovce                                 | Pribotz                                              | Pribóc                     | Martin               | Žilinský kraj        | – |
| Pribylina                                | –                                                    | Pribilina                  | Liptovský Mikuláš    | Žilinský kraj        | – |
| Priechod                                 | –                                                    | Perhát                     | Banská Bystrica      | Banskobystrický kraj | – |
| Priekopa                                 | –                                                    | Karpás                     | Sobrance             | Košický kraj         | – |
| Priepasné                                | –                                                    | Hosszúhegy                 | Myjava               | Trenčiansky kraj     | 1957 aus der Gemeinde Košariská-Priepasné die wiederum 1927 aus der Stadt Brezová pod Bradlom entstand                                        |
| Prietrž                                  | –                                                    | Nagypetrős                 | Senica               | Trnavský kraj        | – |
| Prietržka                                | –                                                    | Kispetrős                  | Skalica              | Trnavský kraj        | – |
| Prievaly                                 | Schandorf                                            | Sándorfa                   | Senica               | Trnavský kraj        | – |
| Prievidza                                | Priwitz, Pritz                                       | Privigye                   | Prievidza            | Trenčiansky kraj     | – |
| Prihradzany                              | –                                                    | Kisperlász                 | Revúca               | Banskobystrický kraj | – |
| Príkra                                   | –                                                    | Meredély                   | Svidník              | Prešovský kraj       | – |
| Príslop                                  | –                                                    | Kispereszlő                | Snina                | Prešovský kraj       | – |
| Prituľany                                | –                                                    | Hegyvég                    | Humenné              | Prešovský kraj       | – |
| Proč                                     | –                                                    | Porócs                     | Prešov               | Prešovský kraj       | – |
| Prochot                                  | Prochetzhau, Prochotzhau                             | Kelő                       | Žiar nad Hronom      | Banskobystrický kraj | – |
| Prosačov                                 | –                                                    | Porszács                   | Vranov nad Topľou    | Prešovský kraj       | – |
| Prosiek                                  | –                                                    | Prószék                    | Liptovský Mikuláš    | Žilinský kraj        | – |
| Prša                                     | –                                                    | Perse                      | Lučenec              | Banskobystrický kraj | – |
| Pruské                                   | Pruskau, Prußkau, Pruska                             | Poroszka                   | Ilava                | Trenčiansky kraj     | – |
| Prusy                                    | –                                                    | Poroszi                    | Bánovce nad Bebravou | Trenčiansky kraj     | – |
| Pružina                                  | –                                                    | Barosháza                  | Považská Bystrica    | Trenčiansky kraj     | – |
| Pstriná                                  | –                                                    | Peszternye                 | Svidník              | Prešovský kraj       | – |
| Ptičie                                   | –                                                    | Petécse                    | Humenné              | Prešovský kraj       | – |
| Ptrukša                                  | –                                                    | Szirénfalva                | Michalovce           | Košický kraj         | – |
| Pucov                                    | –                                                    | Pucó                       | Dolný Kubín          | Žilinský kraj        | – |
| Púchov                                   | Puchau, Buchau an der Waag                           | Puhó                       | Púchov               | Trenčiansky kraj     | – |
| Pukanec                                  | Pukanz, Pukantz, Pukkanz, Pugantz                    | Bakabánya                  | Levice               | Nitriansky kraj      | – |
| Pusté Čemerné                            | –                                                    | Márkcsemernye              | Michalovce           | Košický kraj         | – |
| Pusté Pole                               | –                                                    | Kriványpusztamező          | Stará Ľubovňa        | Prešovský kraj       | – |
| Pusté Sady                               | –                                                    | Pusztakürt                 | Galanta              | Trnavský kraj        | – |
| Pusté Úľany                              | –                                                    | Pusztafödémes              | Galanta              | Trnavský kraj        | – |
| Pušovce                                  | –                                                    | Pósfalva                   | Prešov               | Prešovský kraj       | – |

## R
| Städte und Gemeinden in der Slowakei – A |                                                      |                           |                      |                      | |
| Name                                     | Name                                                 | Name                      | Bezirk               | Landschaftsverband   | Bemerkungen |
| slowakisch                               | deutsch                                              | ungarisch                 | Bezirk               | Landschaftsverband   | Bemerkungen |
| Rabča                                    | –                                                    | Rabcsa                    | Námestovo            | Žilinský kraj        | – |
| Rabčice                                  | –                                                    | Rabcsice                  | Námestovo            | Žilinský kraj        | – |
| Rad                                      | –                                                    | Rad                       | Trebišov             | Košický kraj         | – |
| Radatice                                 | –                                                    | –                         | Prešov               | Prešovský kraj       | entstand 1964 durch den Zusammenschluss der Gemeinden Meretice und Radačov                                                 |
| Radava                                   | –                                                    | Rendve                    | Nové Zámky           | Nitriansky kraj      | – |
| Radimov                                  | –                                                    | Radimó                    | Skalica              | Trnavský kraj        | – |
| Radnovce                                 | –                                                    | Nemesradnót               | Rimavská Sobota      | Banskobystrický kraj | – |
| Radobica                                 | Radobitz                                             | Radóc                     | Prievidza            | Trenčiansky kraj     | – |
| Radoľa                                   | –                                                    | Radola                    | Kysucké Nové Mesto   | Žilinský kraj        | – |
| Radoma                                   | –                                                    | Radoma                    | Svidník              | Prešovský kraj       | – |
| Radošina                                 | Radoschin                                            | Radosna                   | Topoľčany            | Nitriansky kraj      | – |
| Radošovce                                | Radoschotz                                           | Felsőrados                | Skalica              | Trnavský kraj        | – |
| Radošovce                                | Radoschowetz                                         | Alsórados                 | Trnava               | Trnavský kraj        | – |
| Radôstka                                 | –                                                    | Radoska                   | Čadca                | Žilinský kraj        | – |
| Radvanovce                               | –                                                    | Tapolyradvány             | Vranov nad Topľou    | Prešovský kraj       | – |
| Radvaň nad Dunajom                       | –                                                    | Dunaradvány               | Komárno              | Nitriansky kraj      | – |
| Radvaň nad Laborcom                      | –                                                    | –                         | Medzilaborce         | Prešovský kraj       | entstand 1964 durch die Vereinigung der Orte Nižná Radvaň und Vyšná Radvaň                                                 |
| Radzovce                                 | –                                                    | Ragyolc                   | Lučenec              | Banskobystrický kraj | – |
| Rafajovce                                | –                                                    | Máriakút                  | Vranov nad Topľou    | Prešovský kraj       | – |
| Rajčany                                  | –                                                    | Rajcsány                  | Topoľčany            | Nitriansky kraj      | – |
| Rajec                                    | Rajetz                                               | Rajec                     | Žilina               | Žilinský kraj        | – |
| Rajecká Lesná                            | Friewald, Freiwald                                   | Frivaldnádas              | Žilina               | Žilinský kraj        | nach 1900 aus den Orten Frývald und Trstená entstanden, hieß bis 1927 slowakisch Trstená-Frývald, bis 1948 Frývald-Trstená |
| Rajecké Teplice                          | Bad Rajetz                                           | Rajecfürdő                | Žilina               | Žilinský kraj        | – |
| Rákoš                                    | –                                                    | Gömörrákos                | Revúca               | Banskobystrický kraj | – |
| Rákoš                                    | –                                                    | Abaújrákos                | Košice-okolie        | Košický kraj         | – |
| Raková                                   | –                                                    | Trencsénrákó              | Čadca                | Žilinský kraj        | – |
| Rakovčík                                 | Krebsseifen                                          | Felsőrákóc                | Svidník              | Prešovský kraj       | – |
| Rakovec nad Ondavou                      | –                                                    | Rákóc                     | Michalovce           | Košický kraj         | – |
| Rakovice                                 | –                                                    | Rákfalu                   | Piešťany             | Trnavský kraj        | – |
| Rakovnica                                | Reiken                                               | Rekenyeújfalu             | Rožňava              | Košický kraj         | – |
| Rakovo                                   | –                                                    | Nagyrákó                  | Martin               | Žilinský kraj        | – |
| Rakša                                    | –                                                    | Kisraksa                  | Turčianske Teplice   | Žilinský kraj        | – |
| Rakúsy                                   | Roks, Rox                                            | Rókus                     | Kežmarok             | Prešovský kraj       | – |
| Rakytník                                 | –                                                    | Rakottyás                 | Rimavská Sobota      | Banskobystrický kraj | – |
| Rankovce                                 | Rankowetz                                            | Ránk                      | Košice-okolie        | Košický kraj         | – |
| Rapovce                                  | –                                                    | Rapp                      | Lučenec              | Banskobystrický kraj | – |
| Raslavice                                | –                                                    | –                         | Bardejov             | Prešovský kraj       | entstand 1971 durch Vereinigung der beiden Gemeinden Nižné Raslavice und Vyšné Raslavice                                   |
| Rastislavice                             | –                                                    | Dögös, Deges              | Nové Zámky           | Nitriansky kraj      | wurde 1936 aus der Gemeinde Komjatice ausgegliedert                                                                        |
| Rašice                                   | –                                                    | Felsőrás                  | Revúca               | Banskobystrický kraj | – |
| Ratka                                    | –                                                    | Rátkapuszta               | Lučenec              | Banskobystrický kraj | wurde 1955 aus der Gemeinde Čakanovce ausgegliedert                                                                        |
| Ratková                                  | –                                                    | Ratkó                     | Revúca               | Banskobystrický kraj | – |
| Ratkovce                                 | Rattkowetz                                           | Ratkóc                    | Hlohovec             | Trnavský kraj        | – |
| Ratkovo                                  | –                                                    | Vágratkó                  | Martin               | Žilinský kraj        | – |
| Ratkovská Lehota                         | –                                                    | Ratkószabadi              | Rimavská Sobota      | Banskobystrický kraj | – |
| Ratkovská Suchá                          | –                                                    | Ratkószuha                | Rimavská Sobota      | Banskobystrický kraj | – |
| Ratkovské Bystré                         | –                                                    | Ratkósebes                | Revúca               | Banskobystrický kraj | – |
| Ratnovce                                 | –                                                    | Ratnóc                    | Piešťany             | Trnavský kraj        | – |
| Ratvaj                                   | –                                                    | Ratvaj                    | Sabinov              | Prešovský kraj       | – |
| Ráztočno                                 | –                                                    | Rásztony                  | Prievidza            | Trenčiansky kraj     | – |
| Ráztoka                                  | –                                                    | Rásztó                    | Brezno               | Banskobystrický kraj | – |
| Ražňany                                  | –                                                    | Nyárdsardó                | Sabinov              | Prešovský kraj       | – |
| Reca                                     | Entenberg                                            | Réte                      | Senec                | Bratislavský kraj    | – |
| Regetovka                                | –                                                    | Regettő                   | Bardejov             | Prešovský kraj       | – |
| Rejdová                                  | Neuhaus, Neuhay                                      | Sajóréde                  | Rožňava              | Košický kraj         | – |
| Reľov                                    | Rill(en)                                             | Relyó                     | Kežmarok             | Prešovský kraj       | – |
| Remeniny                                 | –                                                    | Remenye                   | Vranov nad Topľou    | Prešovský kraj       | – |
| Remetské Hámre                           | –                                                    | Remetevasgyár             | Sobrance             | Košický kraj         | – |
| Renčišov                                 | –                                                    | Szinyefő                  | Sabinov              | Prešovský kraj       | – |
| Repejov                                  | –                                                    | Repejő                    | Medzilaborce         | Prešovský kraj       | – |
| Repište                                  | –                                                    | Repistye                  | Žiar nad Hronom      | Banskobystrický kraj | – |
| Rešica                                   | Reste, Reschte, Hainburg                             | Reste                     | Košice-okolie        | Košický kraj         | – |
| Rešov                                    | –                                                    | Résó                      | Bardejov             | Prešovský kraj       | – |
| Revúca                                   | Großrauschenbach                                     | Nagyrőce                  | Revúca               | Banskobystrický kraj | hieß früher Veľká Revúca                                                                                                   |
| Revúcka Lehota                           | –                                                    | Lehelfalva                | Revúca               | Banskobystrický kraj | – |
| Riečka                                   | –                                                    | Récske                    | Banská Bystrica      | Banskobystrický kraj | – |
| Riečka                                   | –                                                    | Sajórecske                | Rimavská Sobota      | Banskobystrický kraj | – |
| Richnava                                 | Reichenau, Richenau                                  | Rihnó                     | Gelnica              | Košický kraj         | – |
| Richvald                                 | Reichenwald, Richwald                                | Erdővágás                 | Bardejov             | Prešovský kraj       | – |
| Rimavská Baňa                            | –                                                    | Rimabánya                 | Rimavská Sobota      | Banskobystrický kraj | – |
| Rimavská Seč                             | –                                                    | Rimaszécs                 | Rimavská Sobota      | Banskobystrický kraj | – |
| Rimavská Sobota                          | Großsteffelsdorf                                     | Rimaszombat               | Rimavská Sobota      | Banskobystrický kraj | – |
| Rimavské Brezovo                         | –                                                    | Rimabrézó                 | Rimavská Sobota      | Banskobystrický kraj | – |
| Rimavské Janovce                         | –                                                    | Jánosi                    | Rimavská Sobota      | Banskobystrický kraj | – |
| Rimavské Zalužany                        | –                                                    | Rimazsaluzsány            | Rimavská Sobota      | Banskobystrický kraj | – |
| Rišňovce                                 | (Unter-/Ober-)Ritschen                               | (Alsó-/Felső-)Récsény     | Nitra                | Nitriansky kraj      | 1925 durch Vereininung der Orte Dolné Rišňovce und Horné Rišňovce entstanden                                               |
| Rohov                                    | –                                                    | Rohó                      | Senica               | Trnavský kraj        | – |
| Rohovce                                  | –                                                    | Nagyszarva                | Dunajská Streda      | Trnavský kraj        | – |
| Rohožník                                 | Rohrbach                                             | Nádasfő                   | Malacky              | Bratislavský kraj    | hieß bis 1948 slowakisch Rarbok, bis 1927 auch Ralboch                                                                     |
| Rohožník                                 | –                                                    | Barátlak                  | Humenné              | Prešovský kraj       | – |
| Rochovce                                 | Rachensdorf, Rochawetz                               | Rozsfalva                 | Rožňava              | Košický kraj         | – |
| Rokycany                                 | –                                                    | Berki                     | Prešov               | Prešovský kraj       | – |
| Rokytov                                  | –                                                    | Rokitó                    | Bardejov             | Prešovský kraj       | – |
| Rokytov pri Humennom                     | –                                                    | –                         | Humenné              | Prešovský kraj       | entstand 1971 durch den Zusammenschluss der Orte Humenský Rokytov und Zbudský Rokytov                                      |
| Rokytovce                                | –                                                    | Rokitóc                   | Medzilaborce         | Prešovský kraj       | – |
| Rosina                                   | –                                                    | Harmatos                  | Žilina               | Žilinský kraj        | – |
| Roškovce                                 | –                                                    | Ruskóc                    | Medzilaborce         | Prešovský kraj       | – |
| Roštár                                   | Rester                                               | Restér                    | Rožňava              | Košický kraj         | – |
| Rovensko                                 | Rabenskahof                                          | Berencsróna               | Senica               | Trnavský kraj        | – |
| Rovinka                                  | Waltersdorf                                          | Csölle                    | Senec                | Bratislavský kraj    | nach 1907 durch die Vereinigung der Orte Dolná Čela und Horná Čela, hieß bis 1948 slowakisch Čela, 1948–1960 Štefánikovce  |
| Rovné                                    | –                                                    | Rónapatak                 | Rimavská Sobota      | Banskobystrický kraj | – |
| Rovné                                    | –                                                    | Zemplénróna               | Humenné              | Prešovský kraj       | – |
| Rovné                                    | –                                                    | Róna                      | Svidník              | Prešovský kraj       | – |
| Rovňany                                  | –                                                    | Ipolyróna                 | Poltár               | Banskobystrický kraj | – |
| Rozhanovce                               | Roscho(no)wetz                                       | Rozgony                   | Košice-okolie        | Košický kraj         | – |
| Rozložná                                 | –                                                    | Hámosfalva                | Rožňava              | Košický kraj         | – |
| Roztoky                                  | Röstchen                                             | Végrosztoka               | Svidník              | Prešovský kraj       | – |
| Rožkovany                                | –                                                    | Roskovány                 | Sabinov              | Prešovský kraj       | – |
| Rožňava                                  | Rosenau                                              | Rozsnyó                   | Rožňava              | Košický kraj         | – |
| Rožňavské Bystré                         | Bistra                                               | Sebespatak                | Rožňava              | Košický kraj         | – |
| Rúbaň                                    | –                                                    | Für                       | Nové Zámky           | Nitriansky kraj      | – |
| Rudina                                   | –                                                    | Rudas                     | Kysucké Nové Mesto   | Žilinský kraj        | – |
| Rudinka                                  | –                                                    | Kirudas                   | Kysucké Nové Mesto   | Žilinský kraj        | – |
| Rudinská                                 | –                                                    | Rezsőfalva                | Kysucké Nové Mesto   | Žilinský kraj        | – |
| Rudlov                                   | –                                                    | Ércfalva, bis 1907 Rudlyó | Vranov nad Topľou    | Prešovský kraj       | – |
| Rudná                                    | Rudnau                                               | Rozsnyórudna              | Rožňava              | Košický kraj         | – |
| Rudnianska Lehota                        | –                                                    | Rudnószabadi              | Prievidza            | Trenčiansky kraj     | – |
| Rudník                                   | –                                                    | Rudnik                    | Myjava               | Trenčiansky kraj     | – |
| Rudník                                   | –                                                    | Rudnok                    | Košice-okolie        | Košický kraj         | hieß bis 1927 slowakisch Rudno                                                                                             |
| Rudno                                    | Rauden, Raun                                         | Turócrudnó                | Turčianske Teplice   | Žilinský kraj        | hieß 1927–1946 slowakisch Rúdno                                                                                            |
| Rudno nad Hronom                         | Rudain                                               | Garamrudnó                | Žarnovica            | Banskobystrický kraj | – |
| Rudňany                                  | Kotterbach, Kupferbach                               | Ötösbánya                 | Spišská Nová Ves     | Košický kraj         | hieß bis 1948 slowakisch Koterbachy                                                                                        |
| Rumanová                                 | –                                                    | Románfalva                | Nitra                | Nitriansky kraj      | – |
| Rumince                                  | –                                                    | Runya                     | Rimavská Sobota      | Banskobystrický kraj | – |
| Runina                                   | –                                                    | Juhászlak                 | Snina                | Prešovský kraj       | – |
| Ruská                                    | –                                                    | Dobóruszka                | Michalovce           | Košický kraj         | – |
| Ruská Bystrá                             | –                                                    | Oroszsebes                | Sobrance             | Košický kraj         | – |
| Ruská Kajňa                              | –                                                    | Oroszkánya                | Humenné              | Prešovský kraj       | – |
| Ruská Nová Ves                           | –                                                    | Sósújfalu                 | Prešov               | Prešovský kraj       | – |
| Ruská Poruba                             | –                                                    | Oroszvágás                | Humenné              | Prešovský kraj       | – |
| Ruská Volová                             | –                                                    | Barkócháza                | Snina                | Prešovský kraj       | – |
| Ruská Voľa                               | –                                                    | Kisszabados               | Vranov nad Topľou    | Prešovský kraj       | – |
| Ruská Voľa nad Popradom                  | –                                                    | Poprádökrös               | Stará Ľubovňa        | Prešovský kraj       | – |
| Ruskov                                   | –                                                    | Regeteruszka              | Košice-okolie        | Košický kraj         | – |
| Ruskovce                                 | –                                                    | Bánruszkóc                | Bánovce nad Bebravou | Trenčiansky kraj     | – |
| Ruskovce                                 | –                                                    | Törökruszkóc              | Sobrance             | Košický kraj         | – |
| Ruský Hrabovec                           | –                                                    | Nagygereblyés             | Sobrance             | Košický kraj         | – |
| Ruský Potok                              | –                                                    | Oroszpatak                | Snina                | Prešovský kraj       | – |
| Ružiná                                   | –                                                    | Rózsaszállás              | Lučenec              | Banskobystrický kraj | – |
| Ružindol                                 | Rosenthal, Rossindel                                 | Rózsavölgy                | Trnava               | Trnavský kraj        | – |
| Ružomberok                               | Rosenberg                                            | Rózsahegy                 | Ružomberok           | Žilinský kraj        | – |
| Rybany                                   | –                                                    | Ribény                    | Bánovce nad Bebravou | Trenčiansky kraj     | – |
| Rybky                                    | –                                                    | Halasd                    | Senica               | Trnavský kraj        | – |
| Rybník                                   | –                                                    | Garamszőllős              | Levice               | Nitriansky kraj      | – |
| Rybník                                   | Reibnitz                                             | Újvásár                   | Revúca               | Banskobystrický kraj | – |
| Rykynčice                                | (Unter-/Ober-)Ruckinschitz, (Unter-/Ober-)Rickinsitz | (Alsó-/Felső-)Rakonca     | Krupina              | Banskobystrický kraj | entstand 1964 durch den Zusammenschluss der Orte Dolné Rykynčice und Horné Rykynčice                                       |

Teil 1 A bis G

Teil 2 H bis Ľ

Teil 3 M bis R

Teil 4 S bis Ž

Übersicht